# 2016-os IIHF jégkorong-világbajnokság
A 2016-os IIHF jégkorong-világbajnokságot Oroszországban rendezték május 6. és május 22. között. A világbajnokságon 16 válogatott vett részt. A tornát a kanadai válogatott nyerte.
A Nemzetközi Jégkorongszövetség 2011. május 13-án döntött a helyszínről. A döntés előtt Ukrajna és Dánia visszalépett.
A magyar válogatott 77 év után először nyert mérkőzést a legmagasabb osztályban. Ezelőtt utoljára az 1939-es vb-n Belgiumot győzték le 8–1-re.

## Helyszínek
A Nemzetközi Jégkorongszövetség a 2011-es IIHF jégkorong-világbajnokság alatt döntött arról, hogy a világbajnokságot Oroszország rendezi. A nyertes pályázaton kívül Dánia és Ukrajna volt versenyben, korábban egyikük sem rendezte a tornát, de pályázatukat még a döntés előtt visszavonták.
| VTB Jégpalota    | Jubilejnij Sportpalota |
| Férőhely: 12 100 | Férőhely: 7300         |
|                  |                        |

## Résztvevők
A világbajnokságon az alábbi 16 válogatott vesz részt.
| Európa - Oroszország† - Csehország* - Dánia* - Fehéroroszország* - Finnország* - Franciaország* - Lettország* - Kazahsztán^ | - Magyarország^ - Németország* - Norvégia* - Svédország* - Svájc* - Szlovákia* Észak-Amerika - Kanada* - Egyesült Államok* |

† = Rendező
* = A 2015-ös IIHF jégkorong-világbajnokság első 14 helyének valamelyikén végzett.
^ = A 2015-ös IIHF divízió I-es jégkorong-világbajnokság feljutói

## Kiemelés
A kiemelés és a csoportbeosztás a 2015-ös IIHF-világranglistán alapult. A csapatok után zárójelben a világranglista-helyezés olvasható.
| A csoport - Oroszország (2) - Svédország (3) - Csehország (6) - Svájc (7) - Lettország (10) - Norvégia (11) - Dánia (15) - Kazahsztán (17) | B csoport - Kanada (1) - Finnország (4) - Egyesült Államok (5) - Szlovákia (8) - Fehéroroszország (9) - Franciaország (12) - Németország (13) - Magyarország (19) |

## Csoportkör
| Jelmagyarázat                                   |
| ----------------------------------------------- |
| A csapat bejutott az egyenes kieséses szakaszba |
| A csapat nem jutott tovább                      |
| A csapat kiesett a divízió I A-ba               |

A 2017-es IIHF jégkorong-világbajnokságot Németország és Franciaország közösen rendezi. Az IIHF döntése szerint a két ország nem eshet ki a divízió I A-ba. Mindkét csapat a B csoportban szerepel. Emiatt a kieséssel kapcsolatban 3 eset lehetséges:
- Ha Németország és Franciaország közül egyik sem lesz a B csoport utolsó helyezettje, akkor az A csoport és a B csoport utolsó helyezettjei kiesnek a divízió I A-ba. Onnan a helyükre két csapat jut fel.
- Ha Németország vagy Franciaország a B csoport utolsó helyén végez, akkor az utolsó előtti helyezett eredményét az A csoport utolsójáéval összehasonlítják, és a két csapat közül a rosszabbik esik ki a divízió I A-ba. A divízió I A-ból egy csapat jut fel.
- Ha Németország és Franciaország a B csoport utolsó és utolsó előtti helyén végez, akkor az A csoport utolsó helyezettje kiesik a divízió I A-ba, a B csoportból nem esik ki egyik csapat sem. A divízió I A-ból egy csapat jut fel.

A kezdési időpontok helyi idő szerint (UTC+3) értendők.

### A csoport
| Nemzet      | M | Gy | HGy | HV | V | G+ | G- | Gk  | P  |
| ----------- | - | -- | --- | -- | - | -- | -- | --- | -- |
| Csehország  | 7 | 5  | 1   | 1  | 0 | 27 | 12 | +15 | 18 |
| Oroszország | 7 | 6  | 0   | 0  | 1 | 32 | 10 | +22 | 18 |
| Svédország  | 7 | 3  | 2   | 0  | 2 | 23 | 18 | +5  | 13 |
| Dánia       | 7 | 2  | 2   | 1  | 2 | 17 | 22 | −5  | 11 |
| Norvégia    | 7 | 2  | 1   | 0  | 4 | 13 | 22 | −9  | 8  |
| Svájc       | 7 | 1  | 1   | 3  | 2 | 20 | 26 | −6  | 8  |
| Lettország  | 7 | 1  | 0   | 3  | 3 | 13 | 22 | −9  | 6  |
| Kazahsztán  | 7 | 0  | 1   | 0  | 6 | 15 | 28 | −13 | 2  |

| 2016. május 6. 16:15 | Svédország | 2–1 (h.u.) (1–0, 0–0, 0–1) (h.u.: 1–0) | Lettország | VTB Jégpalota, Moszkva Nézőszám: 4420 |

| Jegyzőkönyv | Jegyzőkönyv     | Jegyzőkönyv                              | Jegyzőkönyv      | Jegyzőkönyv                                                                                       |
| --- | --------------- | ---------------------------------------- | ---------------- | ------------------------------------------------------------------------------------------------- |
| | Jacob Markström | Kapusok                                  | Elvis Merzļikins | Játékvezetők: Stefan Fonselius Makszim Szidorenko Vonalbírók: Fraser McIntyre Alekszander Otmakov |
| \| Ericsson (Backlund, Fransson) – 02:52 \| 1–0 \| \| \| \| 1–1 \| 52:29 – Sotnieks (Rēdlihs, Džeriņš) (PP) \| \| Nyquist (Wennberg) – 64:06 \| 2–1 \| \| |                 |                                          |                  | Játékvezetők: Stefan Fonselius Makszim Szidorenko Vonalbírók: Fraser McIntyre Alekszander Otmakov |
| 10 perc | Büntetések      | 10 perc                                  |                  | Játékvezetők: Stefan Fonselius Makszim Szidorenko Vonalbírók: Fraser McIntyre Alekszander Otmakov |
| 44 | Lövések         | 21                                       |                  | Játékvezetők: Stefan Fonselius Makszim Szidorenko Vonalbírók: Fraser McIntyre Alekszander Otmakov |
| Ericsson (Backlund, Fransson) – 02:52 | 1–0             |                                          |                  | Játékvezetők: Stefan Fonselius Makszim Szidorenko Vonalbírók: Fraser McIntyre Alekszander Otmakov |
| | 1–1             | 52:29 – Sotnieks (Rēdlihs, Džeriņš) (PP) |                  | Játékvezetők: Stefan Fonselius Makszim Szidorenko Vonalbírók: Fraser McIntyre Alekszander Otmakov |
| Nyquist (Wennberg) – 64:06 | 2–1             |                                          |                  | Játékvezetők: Stefan Fonselius Makszim Szidorenko Vonalbírók: Fraser McIntyre Alekszander Otmakov |

| 2016. május 6. 20:15 | Csehország | 3–0 (1–0, 1–0, 1–0) | Oroszország | VTB Jégpalota, Moszkva Nézőszám: 9693 |

| Jegyzőkönyv | Jegyzőkönyv   | Jegyzőkönyv | Jegyzőkönyv         | Jegyzőkönyv                                                                             |
| --- | ------------- | ----------- | ------------------- | --------------------------------------------------------------------------------------- |
| | Dominik Furch | Kapusok     | Szergej Bobrovszkij | Játékvezetők: Daniel Piechaczek Tobias Wehrli Vonalbírók: Pasi Nieminen Henrik Pihlblad |
| \| Kundrátek (Jeřábek, Kempný) – 14:48 \| 1–0 \| \| \| Červenka (Jeřábek, Pastrňák) (PP) – 20:48 \| 2–0 \| \| \| Birner (ENG) – 58:28 \| 3–0 \| \| |               |             |                     | Játékvezetők: Daniel Piechaczek Tobias Wehrli Vonalbírók: Pasi Nieminen Henrik Pihlblad |
| 10 perc | Büntetések    | 10 perc     |                     | Játékvezetők: Daniel Piechaczek Tobias Wehrli Vonalbírók: Pasi Nieminen Henrik Pihlblad |
| 27 | Lövések       | 25          |                     | Játékvezetők: Daniel Piechaczek Tobias Wehrli Vonalbírók: Pasi Nieminen Henrik Pihlblad |
| Kundrátek (Jeřábek, Kempný) – 14:48 | 1–0           |             |                     | Játékvezetők: Daniel Piechaczek Tobias Wehrli Vonalbírók: Pasi Nieminen Henrik Pihlblad |
| Červenka (Jeřábek, Pastrňák) (PP) – 20:48 | 2–0           |             |                     | Játékvezetők: Daniel Piechaczek Tobias Wehrli Vonalbírók: Pasi Nieminen Henrik Pihlblad |
| Birner (ENG) – 58:28 | 3–0           |             |                     | Játékvezetők: Daniel Piechaczek Tobias Wehrli Vonalbírók: Pasi Nieminen Henrik Pihlblad |

| 2016. május 7. 12:15 | Svájc | 2–3 (sz.) (1–0, 0–1, 1–1) (h.u.: 0–0) (sz.: 0–1) | Kazahsztán | VTB Jégpalota, Moszkva Nézőszám: 5420 |

| Jegyzőkönyv | Jegyzőkönyv | Jegyzőkönyv                        | Jegyzőkönyv       | Jegyzőkönyv                                                                              |
| --- | ----------- | ---------------------------------- | ----------------- | ---------------------------------------------------------------------------------------- |
| | Reto Berra  | Kapusok                            | Vitalij Kolesnyik | Játékvezetők: Roman Gofman Brett Iverson Vonalbírók: Nicolas Chartrand-Piche Vit Lederer |
| \| Walser (Diaz, Andrighetto) – 14:56 \| 1–0 \| \| \| \| 1–1 \| 30:57 – Szavcsenko (SH) \| \| \| 1–2 \| 50:30 – Sztarcsenko (Rimarev) (PP) \| \| Hollenstein (Ambühl, Du Bois) (PP) – 52:01 \| 2–2 \| \| |             |                                    |                   | Játékvezetők: Roman Gofman Brett Iverson Vonalbírók: Nicolas Chartrand-Piche Vit Lederer |
| Hollenstein Martschini Niederreiter Martschini | Szétlövés   | Dawes Sztarcsenko Rimarev Dawes    |                   | Játékvezetők: Roman Gofman Brett Iverson Vonalbírók: Nicolas Chartrand-Piche Vit Lederer |
| 6 perc | Büntetések  | 8 perc                             |                   | Játékvezetők: Roman Gofman Brett Iverson Vonalbírók: Nicolas Chartrand-Piche Vit Lederer |
| 51 | Lövések     | 27                                 |                   | Játékvezetők: Roman Gofman Brett Iverson Vonalbírók: Nicolas Chartrand-Piche Vit Lederer |
| Walser (Diaz, Andrighetto) – 14:56 | 1–0         |                                    |                   | Játékvezetők: Roman Gofman Brett Iverson Vonalbírók: Nicolas Chartrand-Piche Vit Lederer |
| | 1–1         | 30:57 – Szavcsenko (SH)            |                   | Játékvezetők: Roman Gofman Brett Iverson Vonalbírók: Nicolas Chartrand-Piche Vit Lederer |
| | 1–2         | 50:30 – Sztarcsenko (Rimarev) (PP) |                   |                                                                                          |
| Hollenstein (Ambühl, Du Bois) (PP) – 52:01 | 2–2         |                                    |                   |                                                                                          |

| 2016. május 7. 16:15 | Norvégia | 0–3 (0–0, 0–2, 0–1) | Dánia | VTB Jégpalota, Moszkva Nézőszám: 6668 |

| Jegyzőkönyv | Jegyzőkönyv | Jegyzőkönyv                             | Jegyzőkönyv    | Jegyzőkönyv                                                                           |
| --- | ----------- | --------------------------------------- | -------------- | ------------------------------------------------------------------------------------- |
| | Lars Haugen | Kapusok                                 | Sebastian Dahm | Játékvezetők: Stefan Fonselius Tobias Wehrli Vonalbírók: Henrik Pihlblad Peter Sefcik |
| \| \| 0–1 \| 21:06 – Nick. Jensen (Storm, Madsen) \| \| \| 0–2 \| 34:12 – J. Jensen (Eller, D. Nielsen) \| \| \| 0–3 \| 59:45 – Nick. Jensen (D. Nielsen) (ENG) \| |             |                                         |                | Játékvezetők: Stefan Fonselius Tobias Wehrli Vonalbírók: Henrik Pihlblad Peter Sefcik |
| 4 perc | Büntetések  | 16 perc                                 |                | Játékvezetők: Stefan Fonselius Tobias Wehrli Vonalbírók: Henrik Pihlblad Peter Sefcik |
| 44 | Lövések     | 28                                      |                | Játékvezetők: Stefan Fonselius Tobias Wehrli Vonalbírók: Henrik Pihlblad Peter Sefcik |
| | 0–1         | 21:06 – Nick. Jensen (Storm, Madsen)    |                | Játékvezetők: Stefan Fonselius Tobias Wehrli Vonalbírók: Henrik Pihlblad Peter Sefcik |
| | 0–2         | 34:12 – J. Jensen (Eller, D. Nielsen)   |                | Játékvezetők: Stefan Fonselius Tobias Wehrli Vonalbírók: Henrik Pihlblad Peter Sefcik |
| | 0–3         | 59:45 – Nick. Jensen (D. Nielsen) (ENG) |                | Játékvezetők: Stefan Fonselius Tobias Wehrli Vonalbírók: Henrik Pihlblad Peter Sefcik |

| 2016. május 7. 20:15 | Lettország | 3–4 (sz.) (0–2, 1–0, 2–1) (h.u.: 0–0) (sz.: 0–1) | Csehország | VTB Jégpalota, Moszkva Nézőszám: 4650 |

| Jegyzőkönyv | Jegyzőkönyv      | Jegyzőkönyv                              | Jegyzőkönyv    | Jegyzőkönyv                                                                                |
| --- | ---------------- | ---------------------------------------- | -------------- | ------------------------------------------------------------------------------------------ |
| | Edgars Masaļskis | Kapusok                                  | Pavel Francouz | Játékvezetők: Jozef Kubuš Aleksi Rantala Vonalbírók: Alexander Otmakhov Nikolaj Ponomarjow |
| \| \| 0–1 \| 03:33 – Plekanec (Pastrňák, Červenka) \| \| \| 0–2 \| 06:23 – Plekanec (Kašpar, Červenka) (PP) \| \| Bukarts (Džeriņš, Rēdlihs) – 35:26 \| 1–2 \| \| \| Girgensons (Ābols, Daugaviņš) (PP) – 48:20 \| 2–2 \| \| \| Rēdlihs (Džeriņš, Bukarts) – 57:41 \| 3–2 \| \| \| \| 3–3 \| 59:01 – Řepík (Jeřábek, Kovář) (EA) \| |                  |                                          |                | Játékvezetők: Jozef Kubuš Aleksi Rantala Vonalbírók: Alexander Otmakhov Nikolaj Ponomarjow |
| Ābols Daugaviņš Bukarts | Szétlövés        | Kašpar Kovář Koukal                      |                | Játékvezetők: Jozef Kubuš Aleksi Rantala Vonalbírók: Alexander Otmakhov Nikolaj Ponomarjow |
| 31 perc | Büntetések       | 8 perc                                   |                | Játékvezetők: Jozef Kubuš Aleksi Rantala Vonalbírók: Alexander Otmakhov Nikolaj Ponomarjow |
| 25 | Lövések          | 39                                       |                | Játékvezetők: Jozef Kubuš Aleksi Rantala Vonalbírók: Alexander Otmakhov Nikolaj Ponomarjow |
| | 0–1              | 03:33 – Plekanec (Pastrňák, Červenka)    |                | Játékvezetők: Jozef Kubuš Aleksi Rantala Vonalbírók: Alexander Otmakhov Nikolaj Ponomarjow |
| | 0–2              | 06:23 – Plekanec (Kašpar, Červenka) (PP) |                | Játékvezetők: Jozef Kubuš Aleksi Rantala Vonalbírók: Alexander Otmakhov Nikolaj Ponomarjow |
| Bukarts (Džeriņš, Rēdlihs) – 35:26 | 1–2              |                                          |                |                                                                                            |
| Girgensons (Ābols, Daugaviņš) (PP) – 48:20 | 2–2              |                                          |                |                                                                                            |
| Rēdlihs (Džeriņš, Bukarts) – 57:41 | 3–2              |                                          |                |                                                                                            |
| | 3–3              | 59:01 – Řepík (Jeřábek, Kovář) (EA)      |                |                                                                                            |

| 2016. május 8. 12:15 | Kazahsztán | 4–6 (3–3, 0–1, 1–2) | Oroszország | VTB Jégpalota, Moszkva Nézőszám: 10 122 |

| Jegyzőkönyv | Jegyzőkönyv       | Jegyzőkönyv                                | Jegyzőkönyv         | Jegyzőkönyv                                                                    |
| --- | ----------------- | ------------------------------------------ | ------------------- | ------------------------------------------------------------------------------ |
| | Vitalij Kolesnyik | Kapusok                                    | Szergej Bobrovszkij | Játékvezetők: Jozef Kubuš Maxim Sidorenko Vonalbírók: Vit Lederer Peter Šefčík |
| \| \| 0–1 \| 06:43 – Dadonov (Sipacsov, Belov) \| \| Boyd (Bochenski, Dawes) (PP) – 08:04 \| 1–1 \| \| \| Sztarcsenko (Hudjakov, Rimarev) – 09:02 \| 2–1 \| \| \| \| 2–2 \| 09:21 – Ljubimov (Kalinyin, Plotnyikov) \| \| \| 2–3 \| 11:11 – Mozjakin (Dadonov, Sipacsov) (PP2) \| \| Rimarev (Sztarcsenko) (PP) – 19:46 \| 3–3 \| \| \| \| 3–4 \| 38:02 – Belov (Dacjuk, Antyipin) (PP) \| \| Szemjonov (Boyd, Dawes) (PP) – 41:00 \| 4–4 \| \| \| \| 4–5 \| 43:57 – Belov (Csugyinov, Mozjakin) \| \| \| 4–6 \| 48:38 – Ljubimov (Belov, Dacjuk) (PP) \| |                   |                                            |                     | Játékvezetők: Jozef Kubuš Maxim Sidorenko Vonalbírók: Vit Lederer Peter Šefčík |
| 10 perc | Büntetések        | 8 perc                                     |                     | Játékvezetők: Jozef Kubuš Maxim Sidorenko Vonalbírók: Vit Lederer Peter Šefčík |
| 19 | Lövések           | 49                                         |                     | Játékvezetők: Jozef Kubuš Maxim Sidorenko Vonalbírók: Vit Lederer Peter Šefčík |
| | 0–1               | 06:43 – Dadonov (Sipacsov, Belov)          |                     | Játékvezetők: Jozef Kubuš Maxim Sidorenko Vonalbírók: Vit Lederer Peter Šefčík |
| Boyd (Bochenski, Dawes) (PP) – 08:04 | 1–1               |                                            |                     | Játékvezetők: Jozef Kubuš Maxim Sidorenko Vonalbírók: Vit Lederer Peter Šefčík |
| Sztarcsenko (Hudjakov, Rimarev) – 09:02 | 2–1               |                                            |                     | Játékvezetők: Jozef Kubuš Maxim Sidorenko Vonalbírók: Vit Lederer Peter Šefčík |
| | 2–2               | 09:21 – Ljubimov (Kalinyin, Plotnyikov)    |                     |                                                                                |
| | 2–3               | 11:11 – Mozjakin (Dadonov, Sipacsov) (PP2) |                     |                                                                                |
| Rimarev (Sztarcsenko) (PP) – 19:46 | 3–3               |                                            |                     |                                                                                |
| | 3–4               | 38:02 – Belov (Dacjuk, Antyipin) (PP)      |                     |                                                                                |
| Szemjonov (Boyd, Dawes) (PP) – 41:00 | 4–4               |                                            |                     |                                                                                |
| | 4–5               | 43:57 – Belov (Csugyinov, Mozjakin)        |                     |                                                                                |
| | 4–6               | 48:38 – Ljubimov (Belov, Dacjuk) (PP)      |                     |                                                                                |

| 2016. május 8. 16:15 | Norvégia | 4–3 (h.u.) (1–1, 2–0, 0–2) (h.u.: 1–0) | Svájc | VTB Jégpalota, Moszkva Nézőszám: 4515 |

| Jegyzőkönyv | Jegyzőkönyv | Jegyzőkönyv                             | Jegyzőkönyv  | Jegyzőkönyv                                                                                   |
| --- | ----------- | --------------------------------------- | ------------ | --------------------------------------------------------------------------------------------- |
| | Lars Volden | Kapusok                                 | Robert Mayer | Játékvezetők: Daniel Piechaczek Aleksi Rantala Vonalbírók: Fraser McIntyre Nikolaj Ponomarjow |
| \| \| 0–1 \| 02:27 – Walser (Weber, Martschini) (PP) \| \| K. Olimb (M. Olimb, Zuccarello) (EA) – 14:07 \| 1–1 \| \| \| Røymark (Forsberg) – 23:03 \| 2–1 \| \| \| M. Olimb (K. Olimb, Olsen) (PP) – 38:03 \| 3–1 \| \| \| \| 3–2 \| 43:24 – Moser (Diaz, Niederreiter) \| \| \| 3–3 \| 59:50 – Du Bois (Diaz, Ambühl) (EA) \| \| Martinsen (M. Olimb, Trygg) (PP) – 63:23 \| 4–3 \| \| |             |                                         |              | Játékvezetők: Daniel Piechaczek Aleksi Rantala Vonalbírók: Fraser McIntyre Nikolaj Ponomarjow |
| 8 perc | Büntetések  | 6 perc                                  |              | Játékvezetők: Daniel Piechaczek Aleksi Rantala Vonalbírók: Fraser McIntyre Nikolaj Ponomarjow |
| 26 | Lövések     | 39                                      |              | Játékvezetők: Daniel Piechaczek Aleksi Rantala Vonalbírók: Fraser McIntyre Nikolaj Ponomarjow |
| | 0–1         | 02:27 – Walser (Weber, Martschini) (PP) |              | Játékvezetők: Daniel Piechaczek Aleksi Rantala Vonalbírók: Fraser McIntyre Nikolaj Ponomarjow |
| K. Olimb (M. Olimb, Zuccarello) (EA) – 14:07 | 1–1         |                                         |              | Játékvezetők: Daniel Piechaczek Aleksi Rantala Vonalbírók: Fraser McIntyre Nikolaj Ponomarjow |
| Røymark (Forsberg) – 23:03 | 2–1         |                                         |              | Játékvezetők: Daniel Piechaczek Aleksi Rantala Vonalbírók: Fraser McIntyre Nikolaj Ponomarjow |
| M. Olimb (K. Olimb, Olsen) (PP) – 38:03 | 3–1         |                                         |              |                                                                                               |
| | 3–2         | 43:24 – Moser (Diaz, Niederreiter)      |              |                                                                                               |
| | 3–3         | 59:50 – Du Bois (Diaz, Ambühl) (EA)     |              |                                                                                               |
| Martinsen (M. Olimb, Trygg) (PP) – 63:23 | 4–3         |                                         |              |                                                                                               |

| 2016. május 8. 20:15 | Svédország | 5–2 (0–1, 4–0, 1–1) | Dánia | VTB Jégpalota, Moszkva Nézőszám: 5385 |

| Jegyzőkönyv | Jegyzőkönyv  | Jegyzőkönyv                                  | Jegyzőkönyv    | Jegyzőkönyv                                                                                |
| --- | ------------ | -------------------------------------------- | -------------- | ------------------------------------------------------------------------------------------ |
| | Viktor Fasth | Kapusok                                      | Sebastian Dahm | Játékvezetők: Roman Gofman Brett Iverson Vonalbírók: Nicolas Chartrand-Piche Pasi Nieminen |
| \| \| 0–1 \| 15:05 – Ehlers (J. Jensen, Eller) (PP) \| \| Rosén (Fantenberg, Ritola) – 27:03 \| 1–1 \| \| \| Backlund (Ericsson, Omark) (PP) – 28:30 \| 2–1 \| \| \| Nygren (Omark, Sundström) (PP2) – 37:06 \| 3–1 \| \| \| Backlund (Ericsson, Omark) (PP) – 39:00 \| 4–1 \| \| \| Nyquist (PP) – 49:35 \| 5–1 \| \| \| \| 5–2 \| 59:54 – J. Jensen (Bjorkstrand, Christensen) \| |              |                                              |                | Játékvezetők: Roman Gofman Brett Iverson Vonalbírók: Nicolas Chartrand-Piche Pasi Nieminen |
| 10 perc | Büntetések   | 16 perc                                      |                | Játékvezetők: Roman Gofman Brett Iverson Vonalbírók: Nicolas Chartrand-Piche Pasi Nieminen |
| 42 | Lövések      | 25                                           |                | Játékvezetők: Roman Gofman Brett Iverson Vonalbírók: Nicolas Chartrand-Piche Pasi Nieminen |
| | 0–1          | 15:05 – Ehlers (J. Jensen, Eller) (PP)       |                | Játékvezetők: Roman Gofman Brett Iverson Vonalbírók: Nicolas Chartrand-Piche Pasi Nieminen |
| Rosén (Fantenberg, Ritola) – 27:03 | 1–1          |                                              |                | Játékvezetők: Roman Gofman Brett Iverson Vonalbírók: Nicolas Chartrand-Piche Pasi Nieminen |
| Backlund (Ericsson, Omark) (PP) – 28:30 | 2–1          |                                              |                | Játékvezetők: Roman Gofman Brett Iverson Vonalbírók: Nicolas Chartrand-Piche Pasi Nieminen |
| Nygren (Omark, Sundström) (PP2) – 37:06 | 3–1          |                                              |                |                                                                                            |
| Backlund (Ericsson, Omark) (PP) – 39:00 | 4–1          |                                              |                |                                                                                            |
| Nyquist (PP) – 49:35 | 5–1          |                                              |                |                                                                                            |
| | 5–2          | 59:54 – J. Jensen (Bjorkstrand, Christensen) |                |                                                                                            |

| 2016. május 9. 16:15 | Lettország | 0–4 (0–0, 0–2, 0–2) | Oroszország | VTB Jégpalota, Moszkva Nézőszám: 10 440 |

| Jegyzőkönyv | Jegyzőkönyv      | Jegyzőkönyv                                | Jegyzőkönyv         | Jegyzőkönyv                                                                            |
| --- | ---------------- | ------------------------------------------ | ------------------- | -------------------------------------------------------------------------------------- |
| | Elvis Merzļikins | Kapusok                                    | Szergej Bobrovszkij | Játékvezetők: Stefan Fonselius Tobias Wehrli Vonalbírók: Pasi Nieminen Henrik Pihlblad |
| \| \| 0–1 \| 20:29 – Panarin (Dacjuk) \| \| \| 0–2 \| 27:34 – Dadonov (Sipacsov, Panarin) \| \| \| 0–3 \| 47:02 – Sipacsov (Panarin, Dadonov) \| \| \| 0–4 \| 57:30 – Panarin (Csugyinov, Sipacsov) (PP) \| |                  |                                            |                     | Játékvezetők: Stefan Fonselius Tobias Wehrli Vonalbírók: Pasi Nieminen Henrik Pihlblad |
| 8 perc | Büntetések       | 35 perc                                    |                     | Játékvezetők: Stefan Fonselius Tobias Wehrli Vonalbírók: Pasi Nieminen Henrik Pihlblad |
| 27 | Lövések          | 37                                         |                     | Játékvezetők: Stefan Fonselius Tobias Wehrli Vonalbírók: Pasi Nieminen Henrik Pihlblad |
| | 0–1              | 20:29 – Panarin (Dacjuk)                   |                     | Játékvezetők: Stefan Fonselius Tobias Wehrli Vonalbírók: Pasi Nieminen Henrik Pihlblad |
| | 0–2              | 27:34 – Dadonov (Sipacsov, Panarin)        |                     | Játékvezetők: Stefan Fonselius Tobias Wehrli Vonalbírók: Pasi Nieminen Henrik Pihlblad |
| | 0–3              | 47:02 – Sipacsov (Panarin, Dadonov)        |                     | Játékvezetők: Stefan Fonselius Tobias Wehrli Vonalbírók: Pasi Nieminen Henrik Pihlblad |
| | 0–4              | 57:30 – Panarin (Csugyinov, Sipacsov) (PP) |                     |                                                                                        |

| 2016. május 9. 20:15 | Svédország | 2–4 (2–0, 0–3, 0–1) | Csehország | VTB Jégpalota, Moszkva Nézőszám: 7780 |

| Jegyzőkönyv | Jegyzőkönyv     | Jegyzőkönyv                          | Jegyzőkönyv    | Jegyzőkönyv                                                                                        |
| --- | --------------- | ------------------------------------ | -------------- | -------------------------------------------------------------------------------------------------- |
| | Jacob Markström | Kapusok                              | Pavel Francouz | Játékvezetők: Daniel Piechaczek Makszim Szidorenko Vonalbírók: Fraser McIntyre Alekszander Otmakov |
| \| Rosén (Gustafsson, Wennberg) (PP) – 09:15 \| 1–0 \| \| \| Lundberg (Sjögren) (SH) – 19:52 \| 2–0 \| \| \| \| 2–1 \| 26:45 – Paštrnák (Červenka, Jeřábek) \| \| \| 2–2 \| 33:38 – Kovář (Jeřábek, Birner) \| \| \| 2–3 \| 37:59 – Birner (SH) \| \| \| 2–4 \| 54:32 – Birner \| |                 |                                      |                | Játékvezetők: Daniel Piechaczek Makszim Szidorenko Vonalbírók: Fraser McIntyre Alekszander Otmakov |
| 4 perc | Büntetések      | 6 perc                               |                | Játékvezetők: Daniel Piechaczek Makszim Szidorenko Vonalbírók: Fraser McIntyre Alekszander Otmakov |
| 28 | Lövések         | 33                                   |                | Játékvezetők: Daniel Piechaczek Makszim Szidorenko Vonalbírók: Fraser McIntyre Alekszander Otmakov |
| Rosén (Gustafsson, Wennberg) (PP) – 09:15 | 1–0             |                                      |                | Játékvezetők: Daniel Piechaczek Makszim Szidorenko Vonalbírók: Fraser McIntyre Alekszander Otmakov |
| Lundberg (Sjögren) (SH) – 19:52 | 2–0             |                                      |                | Játékvezetők: Daniel Piechaczek Makszim Szidorenko Vonalbírók: Fraser McIntyre Alekszander Otmakov |
| | 2–1             | 26:45 – Paštrnák (Červenka, Jeřábek) |                | Játékvezetők: Daniel Piechaczek Makszim Szidorenko Vonalbírók: Fraser McIntyre Alekszander Otmakov |
| | 2–2             | 33:38 – Kovář (Jeřábek, Birner)      |                | |
| | 2–3             | 37:59 – Birner (SH)                  |                | |
| | 2–4             | 54:32 – Birner                       |                | |

| 2016. május 10. 16:15 | Svájc | 3–2 (h.u.) (0–2, 0–0, 2–0) (h.u.: 1–0) | Dánia | VTB Jégpalota, Moszkva Nézőszám: 5962 |

| Jegyzőkönyv | Jegyzőkönyv             | Jegyzőkönyv                                | Jegyzőkönyv    | Jegyzőkönyv                                                                                            |
| --- | ----------------------- | ------------------------------------------ | -------------- | --- |
| | Reto Berra Robert Mayer | Kapusok                                    | Sebastian Dahm | Játékvezetők: Antonín Jeřábek Konstantin Olenin Vonalbírók: Nicolas Chartrand-Piche Alexander Otmakhov |
| \| \| 0–1 \| 07:08 – Storm (Nielsen, Nick. Jensen) (PP) \| \| \| 0–2 \| 18:54 – Ehlers (Eller, Hansen) (PP) \| \| Weber (Moser, Niederreiter) – 49:42 \| 1–2 \| \| \| Niederreiter (Moser, Diaz) – 57:58 \| 2–2 \| \| \| Blum (Ambühl) – 64:08 \| 3–2 \| \| |                         |                                            |                | Játékvezetők: Antonín Jeřábek Konstantin Olenin Vonalbírók: Nicolas Chartrand-Piche Alexander Otmakhov |
| 16 perc | Büntetések              | 12 perc                                    |                | Játékvezetők: Antonín Jeřábek Konstantin Olenin Vonalbírók: Nicolas Chartrand-Piche Alexander Otmakhov |
| 42 | Lövések                 | 28                                         |                | Játékvezetők: Antonín Jeřábek Konstantin Olenin Vonalbírók: Nicolas Chartrand-Piche Alexander Otmakhov |
| | 0–1                     | 07:08 – Storm (Nielsen, Nick. Jensen) (PP) |                | Játékvezetők: Antonín Jeřábek Konstantin Olenin Vonalbírók: Nicolas Chartrand-Piche Alexander Otmakhov |
| | 0–2                     | 18:54 – Ehlers (Eller, Hansen) (PP)        |                | Játékvezetők: Antonín Jeřábek Konstantin Olenin Vonalbírók: Nicolas Chartrand-Piche Alexander Otmakhov |
| Weber (Moser, Niederreiter) – 49:42 | 1–2                     |                                            |                | Játékvezetők: Antonín Jeřábek Konstantin Olenin Vonalbírók: Nicolas Chartrand-Piche Alexander Otmakhov |
| Niederreiter (Moser, Diaz) – 57:58 | 2–2                     |                                            |                | |
| Blum (Ambühl) – 64:08 | 3–2                     |                                            |                | |

| 2016. május 10. 20:15 | Kazahsztán | 2–4 (1–1, 1–2, 0–1) | Norvégia | VTB Jégpalota, Moszkva Nézőszám: 7384 |

| Jegyzőkönyv | Jegyzőkönyv       | Jegyzőkönyv                        | Jegyzőkönyv | Jegyzőkönyv                                                                             |
| --- | ----------------- | ---------------------------------- | ----------- | --------------------------------------------------------------------------------------- |
| | Vitalij Kolesnyik | Kapusok                            | Lars Haugen | Játékvezetők: Timothy Mayer Linus Ohlund Vonalbírók: Henrik Pihlblad Nikolaj Ponomarjow |
| \| \| 0–1 \| 03:24 – Johannessen (Forsberg) \| \| Dawes (Boyd, Szemjonov) (PP) – 07:00 \| 1–1 \| \| \| \| 1–2 \| 33:04 – K. Olimb (Olsen, Nørstebø) \| \| Bochenski (Szavcsenko, Dawes) (PP) – 35:47 \| 2–2 \| \| \| \| 2–3 \| 38:17 – M. Olimb (K. Olimb, Holøs) \| \| \| 2–4 \| 57:37 – Zuccarello (Haugen) (ENG) \| |                   |                                    |             | Játékvezetők: Timothy Mayer Linus Ohlund Vonalbírók: Henrik Pihlblad Nikolaj Ponomarjow |
| 18 perc | Büntetések        | 12 perc                            |             | Játékvezetők: Timothy Mayer Linus Ohlund Vonalbírók: Henrik Pihlblad Nikolaj Ponomarjow |
| 19 | Lövések           | 43                                 |             | Játékvezetők: Timothy Mayer Linus Ohlund Vonalbírók: Henrik Pihlblad Nikolaj Ponomarjow |
| | 0–1               | 03:24 – Johannessen (Forsberg)     |             | Játékvezetők: Timothy Mayer Linus Ohlund Vonalbírók: Henrik Pihlblad Nikolaj Ponomarjow |
| Dawes (Boyd, Szemjonov) (PP) – 07:00 | 1–1               |                                    |             | Játékvezetők: Timothy Mayer Linus Ohlund Vonalbírók: Henrik Pihlblad Nikolaj Ponomarjow |
| | 1–2               | 33:04 – K. Olimb (Olsen, Nørstebø) |             | Játékvezetők: Timothy Mayer Linus Ohlund Vonalbírók: Henrik Pihlblad Nikolaj Ponomarjow |
| Bochenski (Szavcsenko, Dawes) (PP) – 35:47 | 2–2               |                                    |             |                                                                                         |
| | 2–3               | 38:17 – M. Olimb (K. Olimb, Holøs) |             |                                                                                         |
| | 2–4               | 57:37 – Zuccarello (Haugen) (ENG)  |             |                                                                                         |

| 2016. május 11. 12:15 | Svájc | 5–4 (0–0, 3–3, 2–1) | Lettország | VTB Jégpalota, Moszkva Nézőszám: 5692 |

| Jegyzőkönyv | Jegyzőkönyv | Jegyzőkönyv                                | Jegyzőkönyv      | Jegyzőkönyv                                                                       |
| --- | ----------- | ------------------------------------------ | ---------------- | --------------------------------------------------------------------------------- |
| | Reto Berra  | Kapusok                                    | Edgars Masaļskis | Játékvezetők: Timothy Mayer Maxim Sidorenko Vonalbírók: Vit Lederer Pasi Nieminen |
| \| Niederreiter (Andrighetto, Diaz) (PP) – 23:33 \| 1–0 \| \| \| Niederreiter (Du Bois, Diaz) (PP) – 26:06 \| 2–0 \| \| \| Hofmann (Andrighetto, Schäppi) – 28:30 \| 3–0 \| \| \| \| 3–1 \| 33:24 – Rēdlihs (Sotnieks, Cibuļskis) (PP) \| \| \| 3–2 \| 37:23 – Rēdlihs (Sotnieks, Cibuļskis) (PP) \| \| \| 3–3 \| 38:36 – Ķēniņš \| \| Andrighetto (Geering) – 45:56 \| 4–3 \| \| \| \| 4–4 \| 46:22 – A. Širokovs (Galviņš, Daugaviņš) \| \| Blum – 58:31 \| 5–4 \| \| |             |                                            |                  | Játékvezetők: Timothy Mayer Maxim Sidorenko Vonalbírók: Vit Lederer Pasi Nieminen |
| 10 perc | Büntetések  | 22 perc                                    |                  | Játékvezetők: Timothy Mayer Maxim Sidorenko Vonalbírók: Vit Lederer Pasi Nieminen |
| 31 | Lövések     | 17                                         |                  | Játékvezetők: Timothy Mayer Maxim Sidorenko Vonalbírók: Vit Lederer Pasi Nieminen |
| Niederreiter (Andrighetto, Diaz) (PP) – 23:33 | 1–0         |                                            |                  | Játékvezetők: Timothy Mayer Maxim Sidorenko Vonalbírók: Vit Lederer Pasi Nieminen |
| Niederreiter (Du Bois, Diaz) (PP) – 26:06 | 2–0         |                                            |                  | Játékvezetők: Timothy Mayer Maxim Sidorenko Vonalbírók: Vit Lederer Pasi Nieminen |
| Hofmann (Andrighetto, Schäppi) – 28:30 | 3–0         |                                            |                  | Játékvezetők: Timothy Mayer Maxim Sidorenko Vonalbírók: Vit Lederer Pasi Nieminen |
| | 3–1         | 33:24 – Rēdlihs (Sotnieks, Cibuļskis) (PP) |                  |                                                                                   |
| | 3–2         | 37:23 – Rēdlihs (Sotnieks, Cibuļskis) (PP) |                  |                                                                                   |
| | 3–3         | 38:36 – Ķēniņš                             |                  |                                                                                   |
| Andrighetto (Geering) – 45:56 | 4–3         |                                            |                  |                                                                                   |
| | 4–4         | 46:22 – A. Širokovs (Galviņš, Daugaviņš)   |                  |                                                                                   |
| Blum – 58:31 | 5–4         |                                            |                  |                                                                                   |

| 2016. május 11. 16:15 | Svédország | 7–3 (3–1, 3–0, 1–2) | Kazahsztán | VTB Jégpalota, Moszkva Nézőszám: 8729 |

| Jegyzőkönyv | Jegyzőkönyv  | Jegyzőkönyv                             | Jegyzőkönyv                       | Jegyzőkönyv                                                                              |
| --- | ------------ | --------------------------------------- | --------------------------------- | ---------------------------------------------------------------------------------------- |
| | Viktor Fasth | Kapusok                                 | Vitalij Kolesnyik Pavel Poluektov | Játékvezetők: Antonín Jeřábek Konstantin Olenin Vonalbírók: Fraser McIntyre Peter Šefčík |
| \| Backlund (Omark, Fantenberg) – 12:20 \| 1–0 \| \| \| Klasen (Nyquist, Wennberg) – 15:11 \| 2–0 \| \| \| Larsson (Norman) – 16:15 \| 3–0 \| \| \| \| 3–1 \| 19:59 – Boyd (Dawes) (PP) \| \| Nyquist (Wennberg, Klasen) (PP) – 24:25 \| 4–1 \| \| \| Nyquist (Omark, Ericsson) – 28:51 \| 5–1 \| \| \| Wennberg (SH) – 30:42 \| 6–1 \| \| \| \| 6–2 \| 46:49 – Markelov (Puskarjov, Szolarjov) \| \| \| 6–3 \| 47:57 – Szavcsenko (Rimarev, Poluektov) \| \| Nyquist (Fransson, Wennberg) (SH) – 54:02 \| 7–3 \| \| |              |                                         |                                   | Játékvezetők: Antonín Jeřábek Konstantin Olenin Vonalbírók: Fraser McIntyre Peter Šefčík |
| 14 perc | Büntetések   | 8 perc                                  |                                   | Játékvezetők: Antonín Jeřábek Konstantin Olenin Vonalbírók: Fraser McIntyre Peter Šefčík |
| 46 | Lövések      | 26                                      |                                   | Játékvezetők: Antonín Jeřábek Konstantin Olenin Vonalbírók: Fraser McIntyre Peter Šefčík |
| Backlund (Omark, Fantenberg) – 12:20 | 1–0          |                                         |                                   | Játékvezetők: Antonín Jeřábek Konstantin Olenin Vonalbírók: Fraser McIntyre Peter Šefčík |
| Klasen (Nyquist, Wennberg) – 15:11 | 2–0          |                                         |                                   | Játékvezetők: Antonín Jeřábek Konstantin Olenin Vonalbírók: Fraser McIntyre Peter Šefčík |
| Larsson (Norman) – 16:15 | 3–0          |                                         |                                   | Játékvezetők: Antonín Jeřábek Konstantin Olenin Vonalbírók: Fraser McIntyre Peter Šefčík |
| | 3–1          | 19:59 – Boyd (Dawes) (PP)               |                                   |                                                                                          |
| Nyquist (Wennberg, Klasen) (PP) – 24:25 | 4–1          |                                         |                                   |                                                                                          |
| Nyquist (Omark, Ericsson) – 28:51 | 5–1          |                                         |                                   |                                                                                          |
| Wennberg (SH) – 30:42 | 6–1          |                                         |                                   |                                                                                          |
| | 6–2          | 46:49 – Markelov (Puskarjov, Szolarjov) |                                   |                                                                                          |
| | 6–3          | 47:57 – Szavcsenko (Rimarev, Poluektov) |                                   |                                                                                          |
| Nyquist (Fransson, Wennberg) (SH) – 54:02 | 7–3          |                                         |                                   |                                                                                          |

| 2016. május 12. 16:15 | Csehország | 7–0 (3–0, 4–0, 0–0) | Norvégia | VTB Jégpalota, Moszkva Nézőszám: 5124 |

| Jegyzőkönyv | Jegyzőkönyv   | Jegyzőkönyv | Jegyzőkönyv             | Jegyzőkönyv                                                                                    |
| --- | ------------- | ----------- | ----------------------- | ---------------------------------------------------------------------------------------------- |
| | Dominik Furch | Kapusok     | Lars Volden Lars Haugen | Játékvezetők: Tobias Björk Marc Wiegand Vonalbírók: Nicolas Chartrand-Piche Nikolaj Ponomarjow |
| \| Červenka (Pastrňák, Kundrátek) – 05:11 \| 1–0 \| \| \| Zohorna – 09:33 \| 2–0 \| \| \| Kousal – 19:45 \| 3–0 \| \| \| Kašpar (Kundrátek) – 22:10 \| 4–0 \| \| \| Šimek (Birner) – 28:37 \| 5–0 \| \| \| Řepík (Jeřábek, Kovář) – 34:53 \| 6–0 \| \| \| Kašpar (Zohorna, Doudera) (PP) – 39:09 \| 7–0 \| \| |               |             |                         | Játékvezetők: Tobias Björk Marc Wiegand Vonalbírók: Nicolas Chartrand-Piche Nikolaj Ponomarjow |
| 20 perc | Büntetések    | 12 perc     |                         | Játékvezetők: Tobias Björk Marc Wiegand Vonalbírók: Nicolas Chartrand-Piche Nikolaj Ponomarjow |
| 33 | Lövések       | 26          |                         | Játékvezetők: Tobias Björk Marc Wiegand Vonalbírók: Nicolas Chartrand-Piche Nikolaj Ponomarjow |
| Červenka (Pastrňák, Kundrátek) – 05:11 | 1–0           |             |                         | Játékvezetők: Tobias Björk Marc Wiegand Vonalbírók: Nicolas Chartrand-Piche Nikolaj Ponomarjow |
| Zohorna – 09:33 | 2–0           |             |                         | Játékvezetők: Tobias Björk Marc Wiegand Vonalbírók: Nicolas Chartrand-Piche Nikolaj Ponomarjow |
| Kousal – 19:45 | 3–0           |             |                         | Játékvezetők: Tobias Björk Marc Wiegand Vonalbírók: Nicolas Chartrand-Piche Nikolaj Ponomarjow |
| Kašpar (Kundrátek) – 22:10 | 4–0           |             |                         |                                                                                                |
| Šimek (Birner) – 28:37 | 5–0           |             |                         |                                                                                                |
| Řepík (Jeřábek, Kovář) – 34:53 | 6–0           |             |                         |                                                                                                |
| Kašpar (Zohorna, Doudera) (PP) – 39:09 | 7–0           |             |                         |                                                                                                |

| 2016. május 12. 20:15 | Oroszország | 10–1 (3–0, 4–1, 3–0) | Dánia | VTB Jégpalota, Moszkva Nézőszám: 11 022 |

| Jegyzőkönyv | Jegyzőkönyv         | Jegyzőkönyv                    | Jegyzőkönyv   | Jegyzőkönyv                                                                     |
| --- | ------------------- | ------------------------------ | ------------- | ------------------------------------------------------------------------------- |
| | Szergej Bobrovszkij | Kapusok                        | Simon Nielsen | Játékvezetők: Martin Fraňo Linus Ohlund Vonalbírók: Vit Lederer Henrik Pihlblad |
| \| Marcsenko (Dadonov, Zajcev) – 02:38 \| 1–0 \| \| \| Hudjakov (Sipacsov, Panarin) (PP) – 12:45 \| 2–0 \| \| \| Zajcev (Burmisztrov) – 13:06 \| 3–0 \| \| \| \| 3–1 \| 29:56 – Hansen (Ehlers, Eller) \| \| Mozjakin (Dacjuk, Ljubimov) (PP) – 30:43 \| 4–1 \| \| \| Mozjakin (Dacjuk, Belov) – 33:42 \| 5–1 \| \| \| Sirokov (Vojnov) – 33:52 \| 6–1 \| \| \| Dadonov (Sipacsov, Panarin) – 37:37 \| 7–1 \| \| \| Sipacsov (Dadonov, Panarin) (PP) – 41:50 \| 8–1 \| \| \| Sipacsov (Panarin, Dadonov) – 44:38 \| 9–1 \| \| \| Panarin (Vojnov, Sipacsov) (PP) – 55:31 \| 10–1 \| \| |                     |                                |               | Játékvezetők: Martin Fraňo Linus Ohlund Vonalbírók: Vit Lederer Henrik Pihlblad |
| 6 perc | Büntetések          | 16 perc                        |               | Játékvezetők: Martin Fraňo Linus Ohlund Vonalbírók: Vit Lederer Henrik Pihlblad |
| 41 | Lövések             | 17                             |               | Játékvezetők: Martin Fraňo Linus Ohlund Vonalbírók: Vit Lederer Henrik Pihlblad |
| Marcsenko (Dadonov, Zajcev) – 02:38 | 1–0                 |                                |               | Játékvezetők: Martin Fraňo Linus Ohlund Vonalbírók: Vit Lederer Henrik Pihlblad |
| Hudjakov (Sipacsov, Panarin) (PP) – 12:45 | 2–0                 |                                |               | Játékvezetők: Martin Fraňo Linus Ohlund Vonalbírók: Vit Lederer Henrik Pihlblad |
| Zajcev (Burmisztrov) – 13:06 | 3–0                 |                                |               | Játékvezetők: Martin Fraňo Linus Ohlund Vonalbírók: Vit Lederer Henrik Pihlblad |
| | 3–1                 | 29:56 – Hansen (Ehlers, Eller) |               |                                                                                 |
| Mozjakin (Dacjuk, Ljubimov) (PP) – 30:43 | 4–1                 |                                |               |                                                                                 |
| Mozjakin (Dacjuk, Belov) – 33:42 | 5–1                 |                                |               |                                                                                 |
| Sirokov (Vojnov) – 33:52 | 6–1                 |                                |               |                                                                                 |
| Dadonov (Sipacsov, Panarin) – 37:37 | 7–1                 |                                |               |                                                                                 |
| Sipacsov (Dadonov, Panarin) (PP) – 41:50 | 8–1                 |                                |               |                                                                                 |
| Sipacsov (Panarin, Dadonov) – 44:38 | 9–1                 |                                |               |                                                                                 |
| Panarin (Vojnov, Sipacsov) (PP) – 55:31 | 10–1                |                                |               |                                                                                 |

| 2016. május 13. 16:15 | Csehország | 3–1 (1–0, 0–0, 2–1) | Kazahsztán | VTB Jégpalota, Moszkva Nézőszám: 8234 |

| Jegyzőkönyv | Jegyzőkönyv    | Jegyzőkönyv                      | Jegyzőkönyv       | Jegyzőkönyv                                                                     |
| --- | -------------- | -------------------------------- | ----------------- | ------------------------------------------------------------------------------- |
| | Pavel Francouz | Kapusok                          | Vitalij Kolesnyik | Játékvezetők: Gebei Péter Timothy Mayer Vonalbírók: Roman Kaderli Judson Ritter |
| \| Plekanec (Pastrňák, Červenka) – 06:55 \| 1–0 \| \| \| Plekanec (Pastrňák) – 42:51 \| 2–0 \| \| \| \| 2–1 \| 55:30 – Dawes (Boyd, Trjaszunov) \| \| Kousal (Jordán, Řepík) (ENG) – 58:51 \| 3–1 \| \| |                |                                  |                   | Játékvezetők: Gebei Péter Timothy Mayer Vonalbírók: Roman Kaderli Judson Ritter |
| 8 perc | Büntetések     | 6 perc                           |                   | Játékvezetők: Gebei Péter Timothy Mayer Vonalbírók: Roman Kaderli Judson Ritter |
| 36 | Lövések        | 20                               |                   | Játékvezetők: Gebei Péter Timothy Mayer Vonalbírók: Roman Kaderli Judson Ritter |
| Plekanec (Pastrňák, Červenka) – 06:55 | 1–0            |                                  |                   | Játékvezetők: Gebei Péter Timothy Mayer Vonalbírók: Roman Kaderli Judson Ritter |
| Plekanec (Pastrňák) – 42:51 | 2–0            |                                  |                   | Játékvezetők: Gebei Péter Timothy Mayer Vonalbírók: Roman Kaderli Judson Ritter |
| | 2–1            | 55:30 – Dawes (Boyd, Trjaszunov) |                   | Játékvezetők: Gebei Péter Timothy Mayer Vonalbírók: Roman Kaderli Judson Ritter |
| Kousal (Jordán, Řepík) (ENG) – 58:51 | 3–1            |                                  |                   |                                                                                 |

| 2016. május 13. 20:15 | Dánia | 3–2 (sz.) (1–1, 1–1, 0–0) (h.u.: 0–0) (sz.: 1–0) | Lettország | VTB Jégpalota, Moszkva Nézőszám: 7788 |

| Jegyzőkönyv | Jegyzőkönyv    | Jegyzőkönyv                               | Jegyzőkönyv      | Jegyzőkönyv                                                                             |
| --- | -------------- | ----------------------------------------- | ---------------- | --------------------------------------------------------------------------------------- |
| | Sebastian Dahm | Kapusok                                   | Elvis Merzļikins | Játékvezetők: Linus Ohlund Marc Wiegand Vonalbírók: Fraser McIntyre Alekszander Otmakov |
| \| Nick. Jensen (Madsen, Green) (PP) – 11:57 \| 1–0 \| \| \| \| 1–1 \| 17:45 – Džeriņš (Bukarts, Cibuļskis) (PP) \| \| \| 1–2 \| 21:57 – Daugaviņš (Bukarts, Džeriņš) (PP) \| \| Poulsen (Bødker, Christensen) – 28:28 \| 2–2 \| \| |                |                                           |                  | Játékvezetők: Linus Ohlund Marc Wiegand Vonalbírók: Fraser McIntyre Alekszander Otmakov |
| Eller Ehlers Nick. Jensen | Szétlövés      | Džeriņš Indrašis Daugaviņš                |                  | Játékvezetők: Linus Ohlund Marc Wiegand Vonalbírók: Fraser McIntyre Alekszander Otmakov |
| 10 perc | Büntetések     | 33 perc                                   |                  | Játékvezetők: Linus Ohlund Marc Wiegand Vonalbírók: Fraser McIntyre Alekszander Otmakov |
| 36 | Lövések        | 32                                        |                  | Játékvezetők: Linus Ohlund Marc Wiegand Vonalbírók: Fraser McIntyre Alekszander Otmakov |
| Nick. Jensen (Madsen, Green) (PP) – 11:57 | 1–0            |                                           |                  | Játékvezetők: Linus Ohlund Marc Wiegand Vonalbírók: Fraser McIntyre Alekszander Otmakov |
| | 1–1            | 17:45 – Džeriņš (Bukarts, Cibuļskis) (PP) |                  | Játékvezetők: Linus Ohlund Marc Wiegand Vonalbírók: Fraser McIntyre Alekszander Otmakov |
| | 1–2            | 21:57 – Daugaviņš (Bukarts, Džeriņš) (PP) |                  |                                                                                         |
| Poulsen (Bødker, Christensen) – 28:28 | 2–2            |                                           |                  |                                                                                         |

| 2016. május 14. 12:15 | Norvégia | 2–3 (0–0, 0–1, 2–2) | Svédország | VTB Jégpalota, Moszkva Nézőszám: 6221 |

| Jegyzőkönyv | Jegyzőkönyv | Jegyzőkönyv                               | Jegyzőkönyv     | Jegyzőkönyv                                                                                |
| --- | ----------- | ----------------------------------------- | --------------- | ------------------------------------------------------------------------------------------ |
| | Lars Haugen | Kapusok                                   | Jacob Markström | Játékvezetők: Gebei Péter Timothy Mayer Vonalbírók: Alekszander Otmakov Nikolaj Ponomarjow |
| \| \| 0–1 \| 20:56 – Nyquist \| \| \| 0–2 \| 42:43 – Lundberg (Fransson, Sjögren) (SH) \| \| Olsen (M. Olimb, Johannessen) – 43:41 \| 1–2 \| \| \| \| 1–3 \| 51:47 – Rosén (Gustafsson, Wennberg) (PP) \| \| Martinsen (Holøs, M. Olimb) (EA) – 58:02 \| 2–3 \| \| |             |                                           |                 | Játékvezetők: Gebei Péter Timothy Mayer Vonalbírók: Alekszander Otmakov Nikolaj Ponomarjow |
| 12 perc | Büntetések  | 10 perc                                   |                 | Játékvezetők: Gebei Péter Timothy Mayer Vonalbírók: Alekszander Otmakov Nikolaj Ponomarjow |
| 25 | Lövések     | 35                                        |                 | Játékvezetők: Gebei Péter Timothy Mayer Vonalbírók: Alekszander Otmakov Nikolaj Ponomarjow |
| | 0–1         | 20:56 – Nyquist                           |                 | Játékvezetők: Gebei Péter Timothy Mayer Vonalbírók: Alekszander Otmakov Nikolaj Ponomarjow |
| | 0–2         | 42:43 – Lundberg (Fransson, Sjögren) (SH) |                 | Játékvezetők: Gebei Péter Timothy Mayer Vonalbírók: Alekszander Otmakov Nikolaj Ponomarjow |
| Olsen (M. Olimb, Johannessen) – 43:41 | 1–2         |                                           |                 | Játékvezetők: Gebei Péter Timothy Mayer Vonalbírók: Alekszander Otmakov Nikolaj Ponomarjow |
| | 1–3         | 51:47 – Rosén (Gustafsson, Wennberg) (PP) |                 |                                                                                            |
| Martinsen (Holøs, M. Olimb) (EA) – 58:02 | 2–3         |                                           |                 |                                                                                            |

| 2016. május 14. 16:15 | Oroszország | 5–1 (1–0, 1–0, 3–1) | Svájc | VTB Jégpalota, Moszkva Nézőszám: 11 222 |

| Jegyzőkönyv | Jegyzőkönyv                       | Jegyzőkönyv                         | Jegyzőkönyv | Jegyzőkönyv                                                                           |
| --- | --------------------------------- | ----------------------------------- | ----------- | ------------------------------------------------------------------------------------- |
| | Szergej Bobrovszkij Ilja Szorokin | Kapusok                             | Reto Berra  | Játékvezetők: Antonín Jeřábek Aleksi Rantala Vonalbírók: Fraser McIntyre Peter Šefčík |
| \| Tyelegin (Ljubimov) – 05:13 \| 1–0 \| \| \| Kuznyecov (Ovecskin) – 28:40 \| 2–0 \| \| \| Tyelegin (Ljubimov) – 48:50 \| 3–0 \| \| \| Sirokov (Zajcev) – 55:20 \| 4–0 \| \| \| \| 4–1 \| 58:44 – Moser (Weber, Niederreiter) \| \| Mozjakin (Dacjuk, Szannyikov) – 59:43 \| 5–1 \| \| |                                   |                                     |             | Játékvezetők: Antonín Jeřábek Aleksi Rantala Vonalbírók: Fraser McIntyre Peter Šefčík |
| 6 perc | Büntetések                        | 26 perc                             |             | Játékvezetők: Antonín Jeřábek Aleksi Rantala Vonalbírók: Fraser McIntyre Peter Šefčík |
| 38 | Lövések                           | 35                                  |             | Játékvezetők: Antonín Jeřábek Aleksi Rantala Vonalbírók: Fraser McIntyre Peter Šefčík |
| Tyelegin (Ljubimov) – 05:13 | 1–0                               |                                     |             | Játékvezetők: Antonín Jeřábek Aleksi Rantala Vonalbírók: Fraser McIntyre Peter Šefčík |
| Kuznyecov (Ovecskin) – 28:40 | 2–0                               |                                     |             | Játékvezetők: Antonín Jeřábek Aleksi Rantala Vonalbírók: Fraser McIntyre Peter Šefčík |
| Tyelegin (Ljubimov) – 48:50 | 3–0                               |                                     |             | Játékvezetők: Antonín Jeřábek Aleksi Rantala Vonalbírók: Fraser McIntyre Peter Šefčík |
| Sirokov (Zajcev) – 55:20 | 4–0                               |                                     |             |                                                                                       |
| | 4–1                               | 58:44 – Moser (Weber, Niederreiter) |             |                                                                                       |
| Mozjakin (Dacjuk, Szannyikov) – 59:43 | 5–1                               |                                     |             |                                                                                       |

| 2016. május 14. 20:15 | Kazahsztán | 1–2 (1–0, 0–1, 0–1) | Lettország | VTB Jégpalota, Moszkva Nézőszám: 7305 |

| Jegyzőkönyv | Jegyzőkönyv       | Jegyzőkönyv                             | Jegyzőkönyv      | Jegyzőkönyv                                                                             |
| --- | ----------------- | --------------------------------------- | ---------------- | --------------------------------------------------------------------------------------- |
| | Vitalij Kolesnyik | Kapusok                                 | Elvis Merzļikins | Játékvezetők: Tobias Björk Martin Fraňo Vonalbírók: Nicolas Chartrand-Piche Vit Lederer |
| \| Ivanov – 04:37 \| 1–0 \| \| \| \| 1–1 \| 35:14 – Daugaviņš \| \| \| 1–2 \| 54:49 – Bičevskis (Indrašis, Cibuļskis) \| |                   |                                         |                  | Játékvezetők: Tobias Björk Martin Fraňo Vonalbírók: Nicolas Chartrand-Piche Vit Lederer |
| 10 perc | Büntetések        | 4 perc                                  |                  | Játékvezetők: Tobias Björk Martin Fraňo Vonalbírók: Nicolas Chartrand-Piche Vit Lederer |
| 20 | Lövések           | 38                                      |                  | Játékvezetők: Tobias Björk Martin Fraňo Vonalbírók: Nicolas Chartrand-Piche Vit Lederer |
| Ivanov – 04:37 | 1–0               |                                         |                  | Játékvezetők: Tobias Björk Martin Fraňo Vonalbírók: Nicolas Chartrand-Piche Vit Lederer |
| | 1–1               | 35:14 – Daugaviņš                       |                  | Játékvezetők: Tobias Björk Martin Fraňo Vonalbírók: Nicolas Chartrand-Piche Vit Lederer |
| | 1–2               | 54:49 – Bičevskis (Indrašis, Cibuļskis) |                  | Játékvezetők: Tobias Björk Martin Fraňo Vonalbírók: Nicolas Chartrand-Piche Vit Lederer |

| 2016. május 15. 16:15 | Dánia | 2–1 (sz.) (0–0, 0–1, 1–0) (h.u.: 0–0) (sz.: 1–0) | Csehország | VTB Jégpalota, Moszkva Nézőszám: 8107 |

| Jegyzőkönyv                                                                                           | Jegyzőkönyv    | Jegyzőkönyv                 | Jegyzőkönyv   | Jegyzőkönyv                                                                                   |
| --- | -------------- | --------------------------- | ------------- | --------------------------------------------------------------------------------------------- |
| | Sebastian Dahm | Kapusok                     | Dominik Furch | Játékvezetők: Tobias Björk Aleksi Rantala Vonalbírók: Nicolas Chartrand-Piché Henrik Pihlblad |
| \| \| 0–1 \| 24:09 – Plekanec (Červenka) \| \| Madsen (Storm, Nick. Jensen) (PP) – 43:10 \| 1–1 \| \| |                |                             |               | Játékvezetők: Tobias Björk Aleksi Rantala Vonalbírók: Nicolas Chartrand-Piché Henrik Pihlblad |
| Eller Ehlers Nick. Jensen                                                                             | Szétlövés      | Kašpar Řepík                |               | Játékvezetők: Tobias Björk Aleksi Rantala Vonalbírók: Nicolas Chartrand-Piché Henrik Pihlblad |
| 2 perc                                                                                                | Büntetések     | 19 perc                     |               | Játékvezetők: Tobias Björk Aleksi Rantala Vonalbírók: Nicolas Chartrand-Piché Henrik Pihlblad |
| 21 | Lövések        | 41                          |               | Játékvezetők: Tobias Björk Aleksi Rantala Vonalbírók: Nicolas Chartrand-Piché Henrik Pihlblad |
| | 0–1            | 24:09 – Plekanec (Červenka) |               | Játékvezetők: Tobias Björk Aleksi Rantala Vonalbírók: Nicolas Chartrand-Piché Henrik Pihlblad |
| Madsen (Storm, Nick. Jensen) (PP) – 43:10                                                             | 1–1            |                             |               | Játékvezetők: Tobias Björk Aleksi Rantala Vonalbírók: Nicolas Chartrand-Piché Henrik Pihlblad |

| 2016. május 15. 20:15 | Svájc | 2–3 (sz.) (1–0, 0–1, 1–1) (h.u.: 0–0) (sz.: 0–1) | Svédország | VTB Jégpalota, Moszkva Nézőszám: 8214 |

| Jegyzőkönyv | Jegyzőkönyv | Jegyzőkönyv                            | Jegyzőkönyv     | Jegyzőkönyv                                                                               |
| --- | ----------- | -------------------------------------- | --------------- | ----------------------------------------------------------------------------------------- |
| | Reto Berra  | Kapusok                                | Jacob Markström | Játékvezetők: Stefan Fonselius Brett Iverson Vonalbírók: Pasi Nieminen Nikolaj Ponomarjow |
| \| Andrighetto (Schneeberger) – 18:21 \| 1–0 \| \| \| \| 1–1 \| 31:12 – Sundström (Omark, Nygren) (PP) \| \| Hollenstein (Blum, Ambühl) (PP) – 44:58 \| 2–1 \| \| \| \| 2–2 \| 50:02 – Nyquist (Larsson, Rosén) (PP) \| |             |                                        |                 | Játékvezetők: Stefan Fonselius Brett Iverson Vonalbírók: Pasi Nieminen Nikolaj Ponomarjow |
| Hollenstein Andrighetto Niederreiter Niederreiter | Szétlövés   | Burakovsky Klasen Omark Burakovsky     |                 | Játékvezetők: Stefan Fonselius Brett Iverson Vonalbírók: Pasi Nieminen Nikolaj Ponomarjow |
| 18 perc | Büntetések  | 16 perc                                |                 | Játékvezetők: Stefan Fonselius Brett Iverson Vonalbírók: Pasi Nieminen Nikolaj Ponomarjow |
| 29 | Lövések     | 36                                     |                 | Játékvezetők: Stefan Fonselius Brett Iverson Vonalbírók: Pasi Nieminen Nikolaj Ponomarjow |
| Andrighetto (Schneeberger) – 18:21 | 1–0         |                                        |                 | Játékvezetők: Stefan Fonselius Brett Iverson Vonalbírók: Pasi Nieminen Nikolaj Ponomarjow |
| | 1–1         | 31:12 – Sundström (Omark, Nygren) (PP) |                 | Játékvezetők: Stefan Fonselius Brett Iverson Vonalbírók: Pasi Nieminen Nikolaj Ponomarjow |
| Hollenstein (Blum, Ambühl) (PP) – 44:58 | 2–1         |                                        |                 |                                                                                           |
| | 2–2         | 50:02 – Nyquist (Larsson, Rosén) (PP)  |                 |                                                                                           |

| 2016. május 16. 16:15 | Oroszország | 3–0 (0–0, 2–0, 1–0) | Norvégia | VTB Jégpalota, Moszkva Nézőszám: 12 116 |

| Jegyzőkönyv | Jegyzőkönyv   | Jegyzőkönyv | Jegyzőkönyv    | Jegyzőkönyv                                                                            |
| --- | ------------- | ----------- | -------------- | -------------------------------------------------------------------------------------- |
| | Ilja Szorokin | Kapusok     | Steffen Søberg | Játékvezetők: Tobias Björk Daniel Piechaczek Vonalbírók: Pasi Nieminen Henrik Pihlblad |
| \| Tyelegin (Orlov, Kalinyin) – 22:09 \| 1–0 \| \| \| Panarin (Sipacsov) – 37:52 \| 2–0 \| \| \| Ljubimov (Emelin, Orlov) – 42:31 \| 3–0 \| \| |               |             |                | Játékvezetők: Tobias Björk Daniel Piechaczek Vonalbírók: Pasi Nieminen Henrik Pihlblad |
| 6 perc | Büntetések    | 8 perc      |                | Játékvezetők: Tobias Björk Daniel Piechaczek Vonalbírók: Pasi Nieminen Henrik Pihlblad |
| 28 | Lövések       | 27          |                | Játékvezetők: Tobias Björk Daniel Piechaczek Vonalbírók: Pasi Nieminen Henrik Pihlblad |
| Tyelegin (Orlov, Kalinyin) – 22:09 | 1–0           |             |                | Játékvezetők: Tobias Björk Daniel Piechaczek Vonalbírók: Pasi Nieminen Henrik Pihlblad |
| Panarin (Sipacsov) – 37:52 | 2–0           |             |                | Játékvezetők: Tobias Björk Daniel Piechaczek Vonalbírók: Pasi Nieminen Henrik Pihlblad |
| Ljubimov (Emelin, Orlov) – 42:31 | 3–0           |             |                | Játékvezetők: Tobias Björk Daniel Piechaczek Vonalbírók: Pasi Nieminen Henrik Pihlblad |

| 2016. május 16. 20:15 | Dánia | 4–1 (3–0, 1–1, 0–0) | Kazahsztán | VTB Jégpalota, Moszkva Nézőszám: 7097 |

| Jegyzőkönyv | Jegyzőkönyv    | Jegyzőkönyv                      | Jegyzőkönyv                    | Jegyzőkönyv                                                                |
| --- | -------------- | -------------------------------- | ------------------------------ | -------------------------------------------------------------------------- |
| | Sebastian Dahm | Kapusok                          | Pavel Poluektov Dmitrij Malgin | Játékvezetők: Gebei Péter Jozef Kubuš Vonalbírók: Vit Lederer Peter Šefčík |
| \| Lauridsen (Eller, Hansen) (PP) – 08:56 \| 1–0 \| \| \| Hansen (Storm) (PP) – 16:46 \| 2–0 \| \| \| Nick. Jensen (Storm) (PP) – 17:50 \| 3–0 \| \| \| \| 3–1 \| 23:57 – Dawes (Bochenski, Lipin) \| \| Ehlers (Lauridsen) (PP) – 29:53 \| 4–1 \| \| |                |                                  |                                | Játékvezetők: Gebei Péter Jozef Kubuš Vonalbírók: Vit Lederer Peter Šefčík |
| 2 perc | Büntetések     | 12 perc                          |                                | Játékvezetők: Gebei Péter Jozef Kubuš Vonalbírók: Vit Lederer Peter Šefčík |
| 36 | Lövések        | 19                               |                                | Játékvezetők: Gebei Péter Jozef Kubuš Vonalbírók: Vit Lederer Peter Šefčík |
| Lauridsen (Eller, Hansen) (PP) – 08:56 | 1–0            |                                  |                                | Játékvezetők: Gebei Péter Jozef Kubuš Vonalbírók: Vit Lederer Peter Šefčík |
| Hansen (Storm) (PP) – 16:46 | 2–0            |                                  |                                | Játékvezetők: Gebei Péter Jozef Kubuš Vonalbírók: Vit Lederer Peter Šefčík |
| Nick. Jensen (Storm) (PP) – 17:50 | 3–0            |                                  |                                | Játékvezetők: Gebei Péter Jozef Kubuš Vonalbírók: Vit Lederer Peter Šefčík |
| | 3–1            | 23:57 – Dawes (Bochenski, Lipin) |                                |                                                                            |
| Ehlers (Lauridsen) (PP) – 29:53 | 4–1            |                                  |                                |                                                                            |

| 2016. május 17. 12:15 | Csehország | 5–4 (1–0, 1–1, 3–3) | Svájc | VTB Jégpalota, Moszkva Nézőszám: 7101 |

| Jegyzőkönyv | Jegyzőkönyv    | Jegyzőkönyv                                | Jegyzőkönyv | Jegyzőkönyv                                                                               |
| --- | -------------- | ------------------------------------------ | ----------- | ----------------------------------------------------------------------------------------- |
| | Pavel Francouz | Kapusok                                    | Reto Berra  | Játékvezetők: Tobias Björk Daniel Piechaczek Vonalbírók: Alekszander Otmakov Peter Šefčík |
| \| Birner (Kempný, Řepík) (PP) – 17:00 \| 1–0 \| \| \| \| 1–1 \| 11:36 – Hollenstein (Andrighetto, Schäppi) \| \| Kašpar (PS) – 24:50 \| 2–1 \| \| \| Zaťovič – 41:45 \| 3–1 \| \| \| \| 3–2 \| 45:38 – Moser (Du Bois, Trachsler) (PP) \| \| Zohorna (Kousal, Kolář) – 49:59 \| 4–2 \| \| \| Jordán (SH, ENG) – 54:15 \| 5–2 \| \| \| \| 5–3 \| 55:42 – Schneeberger (Moser, Hofmann) \| \| \| 5–4 \| 59:34 – Andrighetto (Hollenstein) (EA) \| |                |                                            |             | Játékvezetők: Tobias Björk Daniel Piechaczek Vonalbírók: Alekszander Otmakov Peter Šefčík |
| 6 perc | Büntetések     | 8 perc                                     |             | Játékvezetők: Tobias Björk Daniel Piechaczek Vonalbírók: Alekszander Otmakov Peter Šefčík |
| 31 | Lövések        | 23                                         |             | Játékvezetők: Tobias Björk Daniel Piechaczek Vonalbírók: Alekszander Otmakov Peter Šefčík |
| Birner (Kempný, Řepík) (PP) – 17:00 | 1–0            |                                            |             | Játékvezetők: Tobias Björk Daniel Piechaczek Vonalbírók: Alekszander Otmakov Peter Šefčík |
| | 1–1            | 11:36 – Hollenstein (Andrighetto, Schäppi) |             | Játékvezetők: Tobias Björk Daniel Piechaczek Vonalbírók: Alekszander Otmakov Peter Šefčík |
| Kašpar (PS) – 24:50 | 2–1            |                                            |             | Játékvezetők: Tobias Björk Daniel Piechaczek Vonalbírók: Alekszander Otmakov Peter Šefčík |
| Zaťovič – 41:45 | 3–1            |                                            |             |                                                                                           |
| | 3–2            | 45:38 – Moser (Du Bois, Trachsler) (PP)    |             |                                                                                           |
| Zohorna (Kousal, Kolář) – 49:59 | 4–2            |                                            |             |                                                                                           |
| Jordán (SH, ENG) – 54:15 | 5–2            |                                            |             |                                                                                           |
| | 5–3            | 55:42 – Schneeberger (Moser, Hofmann)      |             |                                                                                           |
| | 5–4            | 59:34 – Andrighetto (Hollenstein) (EA)     |             |                                                                                           |

| 2016. május 17. 16:15 | Lettország | 1–3 (1–1, 0–2, 0–0) | Norvégia | VTB Jégpalota, Moszkva Nézőszám: 6037 |

| Jegyzőkönyv | Jegyzőkönyv                       | Jegyzőkönyv                           | Jegyzőkönyv    | Jegyzőkönyv                                                                        |
| --- | --------------------------------- | ------------------------------------- | -------------- | ---------------------------------------------------------------------------------- |
| | Elvis Merzļikins Edgars Masaļskis | Kapusok                               | Steffen Søberg | Játékvezetők: Gebei Péter Timothy Mayer Vonalbírók: Vit Lederer Nikolaj Ponomarjow |
| \| Indrašis (Galviņš) (PP) – 11:42 \| 1–0 \| \| \| \| 1–1 \| 16:12 – K. Olimb (Olsen) \| \| \| 1–2 \| 20:40 – Holøs (Martinsen, Zuccarello) \| \| \| 1–3 \| 20:56 – Johannessen \| |                                   |                                       |                | Játékvezetők: Gebei Péter Timothy Mayer Vonalbírók: Vit Lederer Nikolaj Ponomarjow |
| 6 perc | Büntetések                        | 26 perc                               |                | Játékvezetők: Gebei Péter Timothy Mayer Vonalbírók: Vit Lederer Nikolaj Ponomarjow |
| 24 | Lövések                           | 26                                    |                | Játékvezetők: Gebei Péter Timothy Mayer Vonalbírók: Vit Lederer Nikolaj Ponomarjow |
| Indrašis (Galviņš) (PP) – 11:42 | 1–0                               |                                       |                | Játékvezetők: Gebei Péter Timothy Mayer Vonalbírók: Vit Lederer Nikolaj Ponomarjow |
| | 1–1                               | 16:12 – K. Olimb (Olsen)              |                | Játékvezetők: Gebei Péter Timothy Mayer Vonalbírók: Vit Lederer Nikolaj Ponomarjow |
| | 1–2                               | 20:40 – Holøs (Martinsen, Zuccarello) |                | Játékvezetők: Gebei Péter Timothy Mayer Vonalbírók: Vit Lederer Nikolaj Ponomarjow |
| | 1–3                               | 20:56 – Johannessen                   |                |                                                                                    |

| 2016. május 17. 20:15 | Oroszország | 4–1 (2–0, 2–0, 0–1) | Svédország | VTB Jégpalota, Moszkva Nézőszám: 12 181 |

| Jegyzőkönyv | Jegyzőkönyv         | Jegyzőkönyv                             | Jegyzőkönyv     | Jegyzőkönyv                                                                                  |
| --- | ------------------- | --------------------------------------- | --------------- | -------------------------------------------------------------------------------------------- |
| | Szergej Bobrovszkij | Kapusok                                 | Jacob Markström | Játékvezetők: Jozef Kubuš Aleksi Rantala Vonalbírók: Nicolas Chartrand-Piche Fraser McIntyre |
| \| Dadonov (Panarin, Sipacsov) – 14:43 \| 1–0 \| \| \| Panarin (Sipacsov, Marcsenko) – 17:52 \| 2–0 \| \| \| Dacjuk (Zajcev) – 21:34 \| 3–0 \| \| \| Ljubimov (Mozjakin, Dacjuk) – 29:40 \| 4–0 \| \| \| \| 4–1 \| 41:06 – Ekholm (Larsson, Wennberg) (PP) \| |                     |                                         |                 | Játékvezetők: Jozef Kubuš Aleksi Rantala Vonalbírók: Nicolas Chartrand-Piche Fraser McIntyre |
| 4 perc | Büntetések          | 8 perc                                  |                 | Játékvezetők: Jozef Kubuš Aleksi Rantala Vonalbírók: Nicolas Chartrand-Piche Fraser McIntyre |
| 40 | Lövések             | 37                                      |                 | Játékvezetők: Jozef Kubuš Aleksi Rantala Vonalbírók: Nicolas Chartrand-Piche Fraser McIntyre |
| Dadonov (Panarin, Sipacsov) – 14:43 | 1–0                 |                                         |                 | Játékvezetők: Jozef Kubuš Aleksi Rantala Vonalbírók: Nicolas Chartrand-Piche Fraser McIntyre |
| Panarin (Sipacsov, Marcsenko) – 17:52 | 2–0                 |                                         |                 | Játékvezetők: Jozef Kubuš Aleksi Rantala Vonalbírók: Nicolas Chartrand-Piche Fraser McIntyre |
| Dacjuk (Zajcev) – 21:34 | 3–0                 |                                         |                 | Játékvezetők: Jozef Kubuš Aleksi Rantala Vonalbírók: Nicolas Chartrand-Piche Fraser McIntyre |
| Ljubimov (Mozjakin, Dacjuk) – 29:40 | 4–0                 |                                         |                 |                                                                                              |
| | 4–1                 | 41:06 – Ekholm (Larsson, Wennberg) (PP) |                 |                                                                                              |

### B csoport
| Nemzet           | M | Gy | HGy | HV | V | G+ | G- | Gk  | P  |
| ---------------- | - | -- | --- | -- | - | -- | -- | --- | -- |
| Finnország       | 7 | 7  | 0   | 0  | 0 | 29 | 6  | +23 | 21 |
| Kanada           | 7 | 6  | 0   | 0  | 1 | 34 | 8  | +26 | 18 |
| Németország      | 7 | 4  | 0   | 1  | 2 | 22 | 20 | +2  | 13 |
| Egyesült Államok | 7 | 3  | 0   | 1  | 3 | 22 | 18 | +4  | 10 |
| Szlovákia        | 7 | 2  | 1   | 0  | 4 | 15 | 23 | −8  | 8  |
| Fehéroroszország | 7 | 2  | 0   | 0  | 5 | 16 | 32 | −16 | 6  |
| Franciaország    | 7 | 1  | 1   | 0  | 5 | 11 | 23 | −12 | 5  |
| Magyarország     | 7 | 1  | 0   | 0  | 6 | 12 | 31 | −19 | 3  |

| 2016. május 6. 16:15 | Egyesült Államok | 1–5 (1–2, 0–1, 0–2) | Kanada | Jubilejnij Sportpalota, Szentpétervár Nézőszám: 5236 |

| Jegyzőkönyv | Jegyzőkönyv   | Jegyzőkönyv                     | Jegyzőkönyv | Jegyzőkönyv                                                                       |
| --- | ------------- | ------------------------------- | ----------- | --------------------------------------------------------------------------------- |
| | Keith Kinkaid | Kapusok                         | Cam Talbot  | Játékvezetők: Tobias Björk Marc Wiegand Vonalbírók: Gleb Lazarev Miroslav Lhotský |
| \| Maroon (Connor, Warsofsky) (PP) – 04:54 \| 1–0 \| \| \| \| 1–1 \| 05:25 – Hall (Brassard, Perry) \| \| \| 1–2 \| 08:48 – Gallagher (O'Reilly) \| \| \| 1–3 \| 31:37 – Duchene (Ceci, Murray) \| \| \| 1–4 \| 45:54 – Jenner (O'Reilly) \| \| \| 1–5 \| 51:16 – Marchand (Duchene) (SH) \| |               |                                 |             | Játékvezetők: Tobias Björk Marc Wiegand Vonalbírók: Gleb Lazarev Miroslav Lhotský |
| 10 perc | Büntetések    | 6 perc                          |             | Játékvezetők: Tobias Björk Marc Wiegand Vonalbírók: Gleb Lazarev Miroslav Lhotský |
| 25 | Lövések       | 33                              |             | Játékvezetők: Tobias Björk Marc Wiegand Vonalbírók: Gleb Lazarev Miroslav Lhotský |
| Maroon (Connor, Warsofsky) (PP) – 04:54 | 1–0           |                                 |             | Játékvezetők: Tobias Björk Marc Wiegand Vonalbírók: Gleb Lazarev Miroslav Lhotský |
| | 1–1           | 05:25 – Hall (Brassard, Perry)  |             | Játékvezetők: Tobias Björk Marc Wiegand Vonalbírók: Gleb Lazarev Miroslav Lhotský |
| | 1–2           | 08:48 – Gallagher (O'Reilly)    |             | Játékvezetők: Tobias Björk Marc Wiegand Vonalbírók: Gleb Lazarev Miroslav Lhotský |
| | 1–3           | 31:37 – Duchene (Ceci, Murray)  |             |                                                                                   |
| | 1–4           | 45:54 – Jenner (O'Reilly)       |             |                                                                                   |
| | 1–5           | 51:16 – Marchand (Duchene) (SH) |             |                                                                                   |

| 2016. május 6. 20:15 | Finnország | 6–2 (0–0, 4–1, 2–1) | Fehéroroszország | Jubilejnij Sportpalota, Szentpétervár Nézőszám: 4877 |

| Jegyzőkönyv | Jegyzőkönyv    | Jegyzőkönyv                                     | Jegyzőkönyv   | Jegyzőkönyv                                                                        |
| --- | -------------- | ----------------------------------------------- | ------------- | ---------------------------------------------------------------------------------- |
| | Mikko Koskinen | Kapusok                                         | Vitalij Koval | Játékvezetők: Martin Fraňo Gebei Péter Vonalbírók: Nicolas Fluri Andreas Malmqvist |
| \| Laine (Barkov) – 21:45 \| 1–0 \| \| \| Koivu (Granlund, Lindell) – 32:28 \| 2–0 \| \| \| \| 2–1 \| 37:55 – Sztasz (Pavlovics) (SH) \| \| Laine (Koivu, Jokinen) (PP2) – 38:36 \| 3–1 \| \| \| Granlund (Laine, Barkov) (PP) – 39:56 \| 4–1 \| \| \| Pihlström – 42:59 \| 5–1 \| \| \| Granlund (Salmela, Aho) – 47:51 \| 6–1 \| \| \| \| 6–2 \| 51:01 – Kaljuzsni (A. Kaszcicin, Sz. Kaszcicin) \| |                |                                                 |               | Játékvezetők: Martin Fraňo Gebei Péter Vonalbírók: Nicolas Fluri Andreas Malmqvist |
| 8 perc | Büntetések     | 8 perc                                          |               | Játékvezetők: Martin Fraňo Gebei Péter Vonalbírók: Nicolas Fluri Andreas Malmqvist |
| 30 | Lövések        | 16                                              |               | Játékvezetők: Martin Fraňo Gebei Péter Vonalbírók: Nicolas Fluri Andreas Malmqvist |
| Laine (Barkov) – 21:45 | 1–0            |                                                 |               | Játékvezetők: Martin Fraňo Gebei Péter Vonalbírók: Nicolas Fluri Andreas Malmqvist |
| Koivu (Granlund, Lindell) – 32:28 | 2–0            |                                                 |               | Játékvezetők: Martin Fraňo Gebei Péter Vonalbírók: Nicolas Fluri Andreas Malmqvist |
| | 2–1            | 37:55 – Sztasz (Pavlovics) (SH)                 |               | Játékvezetők: Martin Fraňo Gebei Péter Vonalbírók: Nicolas Fluri Andreas Malmqvist |
| Laine (Koivu, Jokinen) (PP2) – 38:36 | 3–1            |                                                 |               |                                                                                    |
| Granlund (Laine, Barkov) (PP) – 39:56 | 4–1            |                                                 |               |                                                                                    |
| Pihlström – 42:59 | 5–1            |                                                 |               |                                                                                    |
| Granlund (Salmela, Aho) – 47:51 | 6–1            |                                                 |               |                                                                                    |
| | 6–2            | 51:01 – Kaljuzsni (A. Kaszcicin, Sz. Kaszcicin) |               |                                                                                    |

| 2016. május 7. 12:15 | Szlovákia | 4–1 (2–1, 1–0, 1–0) | Magyarország | Jubilejnij Sportpalota, Szentpétervár Nézőszám: 2830 |

| Jegyzőkönyv | Jegyzőkönyv      | Jegyzőkönyv                           | Jegyzőkönyv  | Jegyzőkönyv                                                                      |
| --- | ---------------- | ------------------------------------- | ------------ | -------------------------------------------------------------------------------- |
| | Branislav Konrád | Kapusok                               | Rajna Miklós | Játékvezetők: Timothy Mayer Marc Wiegand Vonalbírók: Roman Kaderli Judson Ritter |
| \| Marcinko (Graňák, Dravecký) – 07:07 \| 1–0 \| \| \| \| 1–1 \| 13:30 – Banham (Gallo, Bartalis) (PP) \| \| Jurčo (Sekera, Marinčin) – 17:43 \| 2–1 \| \| \| Sekera (Jurčo, Marinčin) – 35:09 \| 3–1 \| \| \| Lušňák (Hrnka, Švarný) (ENG) – 57:43 \| 4–1 \| \| |                  |                                       |              | Játékvezetők: Timothy Mayer Marc Wiegand Vonalbírók: Roman Kaderli Judson Ritter |
| 10 perc | Büntetések       | 6 perc                                |              | Játékvezetők: Timothy Mayer Marc Wiegand Vonalbírók: Roman Kaderli Judson Ritter |
| 28 | Lövések          | 21                                    |              | Játékvezetők: Timothy Mayer Marc Wiegand Vonalbírók: Roman Kaderli Judson Ritter |
| Marcinko (Graňák, Dravecký) – 07:07 | 1–0              |                                       |              | Játékvezetők: Timothy Mayer Marc Wiegand Vonalbírók: Roman Kaderli Judson Ritter |
| | 1–1              | 13:30 – Banham (Gallo, Bartalis) (PP) |              | Játékvezetők: Timothy Mayer Marc Wiegand Vonalbírók: Roman Kaderli Judson Ritter |
| Jurčo (Sekera, Marinčin) – 17:43 | 2–1              |                                       |              | Játékvezetők: Timothy Mayer Marc Wiegand Vonalbírók: Roman Kaderli Judson Ritter |
| Sekera (Jurčo, Marinčin) – 35:09 | 3–1              |                                       |              |                                                                                  |
| Lušňák (Hrnka, Švarný) (ENG) – 57:43 | 4–1              |                                       |              |                                                                                  |

| 2016. május 7. 16:15 | Franciaország | 3–2 (sz.) (1–0, 1–2, 0–0) (h.u.: 0–0) (sz.: 1–0) | Németország | Jubilejnij Sportpalota, Szentpétervár Nézőszám: 3750 |

| Jegyzőkönyv | Jegyzőkönyv    | Jegyzőkönyv                           | Jegyzőkönyv    | Jegyzőkönyv                                                                       |
| --- | -------------- | ------------------------------------- | -------------- | --------------------------------------------------------------------------------- |
| | Cristobal Huet | Kapusok                               | Timo Pielmeier | Játékvezetők: Martin Fraňo Antonín Jeřábek Vonalbírók: Jon Kilian Sakari Suominen |
| \| Raux (Perret, Meunier) – 03:38 \| 1–0 \| \| \| \| 1–1 \| 20:26 – Rieder (Gogulla, Schütz) (PP) \| \| \| 1–2 \| 36:50 – Schütz (Gogulla, Hager) \| \| Claireaux (Beron, Chakiachvili) – 39:10 \| 2–2 \| \| |                |                                       |                | Játékvezetők: Martin Fraňo Antonín Jeřábek Vonalbírók: Jon Kilian Sakari Suominen |
| Desrosiers Fleury | Szétlövés      | Draisaitl Rieder Goc                  |                | Játékvezetők: Martin Fraňo Antonín Jeřábek Vonalbírók: Jon Kilian Sakari Suominen |
| 14 perc | Büntetések     | 8 perc                                |                | Játékvezetők: Martin Fraňo Antonín Jeřábek Vonalbírók: Jon Kilian Sakari Suominen |
| 23 | Lövések        | 29                                    |                | Játékvezetők: Martin Fraňo Antonín Jeřábek Vonalbírók: Jon Kilian Sakari Suominen |
| Raux (Perret, Meunier) – 03:38 | 1–0            |                                       |                | Játékvezetők: Martin Fraňo Antonín Jeřábek Vonalbírók: Jon Kilian Sakari Suominen |
| | 1–1            | 20:26 – Rieder (Gogulla, Schütz) (PP) |                | Játékvezetők: Martin Fraňo Antonín Jeřábek Vonalbírók: Jon Kilian Sakari Suominen |
| | 1–2            | 36:50 – Schütz (Gogulla, Hager)       |                |                                                                                   |
| Claireaux (Beron, Chakiachvili) – 39:10 | 2–2            |                                       |                |                                                                                   |

| 2016. május 7. 20:15 | Fehéroroszország | 3–6 (0–2, 2–3, 1–1) | Egyesült Államok | Jubilejnij Sportpalota, Szentpétervár Nézőszám: 3762 |

| Jegyzőkönyv | Jegyzőkönyv   | Jegyzőkönyv                             | Jegyzőkönyv | Jegyzőkönyv                                                                                |
| --- | ------------- | --------------------------------------- | ----------- | ------------------------------------------------------------------------------------------ |
| | Kevin Lalande | Kapusok                                 | Mike Condon | Játékvezetők: Linus Ohlund Konsztantyin Olenyin Vonalbírók: Nicolas Fluri Miroslav Lhotský |
| \| \| 0–1 \| 09:58 – Wood (Vatrano, Hinostroza) \| \| \| 0–2 \| 13:38 – Wideman (Matthews, Larkin) (PP) \| \| \| 0–3 \| 22:13 – Larkin (Schroeder) (PP) \| \| Platt (Sztyepanov, Linglet) (PP) – 27:10 \| 1–3 \| \| \| \| 1–4 \| 28:09 – Hanifin (Hinostroza, Motte) \| \| \| 1–5 \| 34:25 – Matthews (Connor, Hanifin) (PP) \| \| Sztasz – 38:12 \| 2–5 \| \| \| Korobov (Kaszcicin, Sztyepanov) (PP2) – 49:28 \| 3–5 \| \| \| \| 3–6 \| 54:40 – Matthews (Vatrano, Hanifin) \| |               |                                         |             | Játékvezetők: Linus Ohlund Konsztantyin Olenyin Vonalbírók: Nicolas Fluri Miroslav Lhotský |
| 41 perc | Büntetések    | 18 perc                                 |             | Játékvezetők: Linus Ohlund Konsztantyin Olenyin Vonalbírók: Nicolas Fluri Miroslav Lhotský |
| 23 | Lövések       | 33                                      |             | Játékvezetők: Linus Ohlund Konsztantyin Olenyin Vonalbírók: Nicolas Fluri Miroslav Lhotský |
| | 0–1           | 09:58 – Wood (Vatrano, Hinostroza)      |             | Játékvezetők: Linus Ohlund Konsztantyin Olenyin Vonalbírók: Nicolas Fluri Miroslav Lhotský |
| | 0–2           | 13:38 – Wideman (Matthews, Larkin) (PP) |             | Játékvezetők: Linus Ohlund Konsztantyin Olenyin Vonalbírók: Nicolas Fluri Miroslav Lhotský |
| | 0–3           | 22:13 – Larkin (Schroeder) (PP)         |             | Játékvezetők: Linus Ohlund Konsztantyin Olenyin Vonalbírók: Nicolas Fluri Miroslav Lhotský |
| Platt (Sztyepanov, Linglet) (PP) – 27:10 | 1–3           |                                         |             |                                                                                            |
| | 1–4           | 28:09 – Hanifin (Hinostroza, Motte)     |             |                                                                                            |
| | 1–5           | 34:25 – Matthews (Connor, Hanifin) (PP) |             |                                                                                            |
| Sztasz – 38:12 | 2–5           |                                         |             |                                                                                            |
| Korobov (Kaszcicin, Sztyepanov) (PP2) – 49:28 | 3–5           |                                         |             |                                                                                            |
| | 3–6           | 54:40 – Matthews (Vatrano, Hanifin)     |             |                                                                                            |

| 2016. május 8. 12:15 | Magyarország | 1–7 (1–2, 0–4, 0–1) | Kanada | Jubilejnij Sportpalota, Szentpétervár Nézőszám: 3825 |

| Jegyzőkönyv | Jegyzőkönyv             | Jegyzőkönyv                             | Jegyzőkönyv    | Jegyzőkönyv                                                                              |
| --- | ----------------------- | --------------------------------------- | -------------- | ---------------------------------------------------------------------------------------- |
| | Hetényi Zoltán Vay Ádám | Kapusok                                 | Calvin Pickard | Játékvezetők: Antonín Jeřábek Linus Ohlund Vonalbírók: Andreas Malmqvist Sakari Suominen |
| \| \| 0–1 \| 05:54 – Scheifele (Stone, McDavid) (PP) \| \| \| 0–2 \| 10:04 – Perry (Hall, Brassard) \| \| Bartalis – 18:14 \| 1–2 \| \| \| \| 1–3 \| 27:12 – Stone (Ceci, Reinhart) \| \| \| 1–4 \| 29:05 – Marchand (McDavid, Matheson) \| \| \| 1–5 \| 31:36 – Brassard (Tanev, Rielly) \| \| \| 1–6 \| 32:45 – Matheson (Hutton, Scheifele) \| \| \| 1–7 \| 44:35 – Hall (Matheson) \| |                         |                                         |                | Játékvezetők: Antonín Jeřábek Linus Ohlund Vonalbírók: Andreas Malmqvist Sakari Suominen |
| 12 perc | Büntetések              | 6 perc                                  |                | Játékvezetők: Antonín Jeřábek Linus Ohlund Vonalbírók: Andreas Malmqvist Sakari Suominen |
| 22 | Lövések                 | 36                                      |                | Játékvezetők: Antonín Jeřábek Linus Ohlund Vonalbírók: Andreas Malmqvist Sakari Suominen |
| | 0–1                     | 05:54 – Scheifele (Stone, McDavid) (PP) |                | Játékvezetők: Antonín Jeřábek Linus Ohlund Vonalbírók: Andreas Malmqvist Sakari Suominen |
| | 0–2                     | 10:04 – Perry (Hall, Brassard)          |                | Játékvezetők: Antonín Jeřábek Linus Ohlund Vonalbírók: Andreas Malmqvist Sakari Suominen |
| Bartalis – 18:14 | 1–2                     |                                         |                | Játékvezetők: Antonín Jeřábek Linus Ohlund Vonalbírók: Andreas Malmqvist Sakari Suominen |
| | 1–3                     | 27:12 – Stone (Ceci, Reinhart)          |                |                                                                                          |
| | 1–4                     | 29:05 – Marchand (McDavid, Matheson)    |                |                                                                                          |
| | 1–5                     | 31:36 – Brassard (Tanev, Rielly)        |                |                                                                                          |
| | 1–6                     | 32:45 – Matheson (Hutton, Scheifele)    |                |                                                                                          |
| | 1–7                     | 44:35 – Hall (Matheson)                 |                |                                                                                          |

| 2016. május 8. 16:15 | Finnország | 5–1 (2–0, 2–1, 1–0) | Németország | Jubilejnij Sportpalota, Szentpétervár Nézőszám: 4409 |

| Jegyzőkönyv | Jegyzőkönyv    | Jegyzőkönyv                           | Jegyzőkönyv    | Jegyzőkönyv                                                                            |
| --- | -------------- | ------------------------------------- | -------------- | -------------------------------------------------------------------------------------- |
| | Mikko Koskinen | Kapusok                               | Timo Pielmeier | Játékvezetők: Timothy Mayer Konsztantyin Olenyin Vonalbírók: Roman Kaderli Jon Killian |
| \| Laine (Hietanen, Jokinen) (PP) – 06:22 \| 1–0 \| \| \| Komarov (Jokinen, Laine) (PP) – 09:08 \| 2–0 \| \| \| Aho (Granlund) – 29:53 \| 3–0 \| \| \| Koskiranta (Pyörälä, Komarov) – 37:50 \| 4–0 \| \| \| \| 4–1 \| 38:42 – Macek (Draisaitl, Kahun) (PP) \| \| Laine (Koivu, Granlund) – 59:57 \| 5–1 \| \| |                |                                       |                | Játékvezetők: Timothy Mayer Konsztantyin Olenyin Vonalbírók: Roman Kaderli Jon Killian |
| 12 perc | Büntetések     | 28 perc                               |                | Játékvezetők: Timothy Mayer Konsztantyin Olenyin Vonalbírók: Roman Kaderli Jon Killian |
| 22 | Lövések        | 17                                    |                | Játékvezetők: Timothy Mayer Konsztantyin Olenyin Vonalbírók: Roman Kaderli Jon Killian |
| Laine (Hietanen, Jokinen) (PP) – 06:22 | 1–0            |                                       |                | Játékvezetők: Timothy Mayer Konsztantyin Olenyin Vonalbírók: Roman Kaderli Jon Killian |
| Komarov (Jokinen, Laine) (PP) – 09:08 | 2–0            |                                       |                | Játékvezetők: Timothy Mayer Konsztantyin Olenyin Vonalbírók: Roman Kaderli Jon Killian |
| Aho (Granlund) – 29:53 | 3–0            |                                       |                | Játékvezetők: Timothy Mayer Konsztantyin Olenyin Vonalbírók: Roman Kaderli Jon Killian |
| Koskiranta (Pyörälä, Komarov) – 37:50 | 4–0            |                                       |                |                                                                                        |
| | 4–1            | 38:42 – Macek (Draisaitl, Kahun) (PP) |                |                                                                                        |
| Laine (Koivu, Granlund) – 59:57 | 5–1            |                                       |                |                                                                                        |

| 2016. május 8. 20:15 | Franciaország | 1–5 (1–2, 0–2, 0–1) | Szlovákia | Jubilejnij Sportpalota, Szentpétervár Nézőszám: 3850 |

| Jegyzőkönyv | Jegyzőkönyv                  | Jegyzőkönyv                            | Jegyzőkönyv    | Jegyzőkönyv                                                                   |
| --- | ---------------------------- | -------------------------------------- | -------------- | ----------------------------------------------------------------------------- |
| | Cristobal Huet Florian Hardy | Kapusok                                | Július Hudáček | Játékvezetők: Tobias Björk Gebei Péter Vonalbírók: Gleb Lazarev Judson Ritter |
| \| Perret (Beron) – 01:09 \| 1–0 \| \| \| \| 1–1 \| 03:55 – Sekera (L. Hudáček, Viedenský) \| \| \| 1–2 \| 13:55 – Graňák (Dravecký, Lušňák) \| \| \| 1–3 \| 34:52 – Bakoš (Meszároš, Sersen) (PP) \| \| \| 1–4 \| 35:40 – L. Hudáček (Jurčo, Viedenský) \| \| \| 1–5 \| 57:55 – Jaroš (Viedenský, Jurčo) \| |                              |                                        |                | Játékvezetők: Tobias Björk Gebei Péter Vonalbírók: Gleb Lazarev Judson Ritter |
| 10 perc | Büntetések                   | 10 perc                                |                | Játékvezetők: Tobias Björk Gebei Péter Vonalbírók: Gleb Lazarev Judson Ritter |
| 25 | Lövések                      | 22                                     |                | Játékvezetők: Tobias Björk Gebei Péter Vonalbírók: Gleb Lazarev Judson Ritter |
| Perret (Beron) – 01:09 | 1–0                          |                                        |                | Játékvezetők: Tobias Björk Gebei Péter Vonalbírók: Gleb Lazarev Judson Ritter |
| | 1–1                          | 03:55 – Sekera (L. Hudáček, Viedenský) |                | Játékvezetők: Tobias Björk Gebei Péter Vonalbírók: Gleb Lazarev Judson Ritter |
| | 1–2                          | 13:55 – Graňák (Dravecký, Lušňák)      |                | Játékvezetők: Tobias Björk Gebei Péter Vonalbírók: Gleb Lazarev Judson Ritter |
| | 1–3                          | 34:52 – Bakoš (Meszároš, Sersen) (PP)  |                |                                                                               |
| | 1–4                          | 35:40 – L. Hudáček (Jurčo, Viedenský)  |                |                                                                               |
| | 1–5                          | 57:55 – Jaroš (Viedenský, Jurčo)       |                |                                                                               |

| 2016. május 9. 16:15 | Fehéroroszország | 0–8 (0–1, 0–4, 0–3) | Kanada | Jubilejnij Sportpalota, Szentpétervár Nézőszám: 4536 |

| Jegyzőkönyv | Jegyzőkönyv                     | Jegyzőkönyv                                | Jegyzőkönyv | Jegyzőkönyv                                                                       |
| --- | ------------------------------- | ------------------------------------------ | ----------- | --------------------------------------------------------------------------------- |
| | Kevin Lalande Dmitrij Milcsakov | Kapusok                                    | Cam Talbot  | Játékvezetők: Gebei Péter Marc Wiegand Vonalbírók: Nicolas Fluri Miroslav Lhotský |
| \| \| 0–1 \| 16:26 – Brassard (Perry, Duchene) \| \| \| 0–2 \| 21:03 – Perry (Murray) \| \| \| 0–3 \| 23:58 – O'Reilly (Jenner, Ceci) (SH) \| \| \| 0–4 \| 31:19 – Duchene (Brassard, Ceci) (PP) \| \| \| 0–5 \| 31:39 – Hall (McDavid) \| \| \| 0–6 \| 41:26 – O'Reilly (Duchene, Scheifele) \| \| \| 0–7 \| 49:17 – Stone (Scheifele) \| \| \| 0–8 \| 53:52 – Matheson (Gallagher, McDavid) (PP) \| |                                 |                                            |             | Játékvezetők: Gebei Péter Marc Wiegand Vonalbírók: Nicolas Fluri Miroslav Lhotský |
| 10 perc | Büntetések                      | 6 perc                                     |             | Játékvezetők: Gebei Péter Marc Wiegand Vonalbírók: Nicolas Fluri Miroslav Lhotský |
| 13 | Lövések                         | 40                                         |             | Játékvezetők: Gebei Péter Marc Wiegand Vonalbírók: Nicolas Fluri Miroslav Lhotský |
| | 0–1                             | 16:26 – Brassard (Perry, Duchene)          |             | Játékvezetők: Gebei Péter Marc Wiegand Vonalbírók: Nicolas Fluri Miroslav Lhotský |
| | 0–2                             | 21:03 – Perry (Murray)                     |             | Játékvezetők: Gebei Péter Marc Wiegand Vonalbírók: Nicolas Fluri Miroslav Lhotský |
| | 0–3                             | 23:58 – O'Reilly (Jenner, Ceci) (SH)       |             | Játékvezetők: Gebei Péter Marc Wiegand Vonalbírók: Nicolas Fluri Miroslav Lhotský |
| | 0–4                             | 31:19 – Duchene (Brassard, Ceci) (PP)      |             |                                                                                   |
| | 0–5                             | 31:39 – Hall (McDavid)                     |             |                                                                                   |
| | 0–6                             | 41:26 – O'Reilly (Duchene, Scheifele)      |             |                                                                                   |
| | 0–7                             | 49:17 – Stone (Scheifele)                  |             |                                                                                   |
| | 0–8                             | 53:52 – Matheson (Gallagher, McDavid) (PP) |             |                                                                                   |

| 2016. május 9. 20:15 | Finnország | 3–2 (2–1, 0–0, 1–1) | Egyesült Államok | Jubilejnij Sportpalota, Szentpétervár Nézőszám: 4830 |

| Jegyzőkönyv | Jegyzőkönyv    | Jegyzőkönyv                     | Jegyzőkönyv | Jegyzőkönyv                                                                        |
| --- | -------------- | ------------------------------- | ----------- | ---------------------------------------------------------------------------------- |
| | Mikko Koskinen | Kapusok                         | Mike Condon | Játékvezetők: Tobias Björk Martin Fraňo Vonalbírók: Gleb Lazarev Andreas Malmqvist |
| \| Koivu (Granlund, Aho) – 09:16 \| 1–0 \| \| \| Pihlström (Pulkkinen, Sallinen) – 12:04 \| 2–0 \| \| \| \| 2–1 \| 13:45 – Vatrano (Matthews) \| \| \| 2–2 \| 40:53 – Murphy (Maroon, Larkin) \| \| Komarov (Barkov, Jokinen) (PP) – 44:16 \| 3–2 \| \| |                |                                 |             | Játékvezetők: Tobias Björk Martin Fraňo Vonalbírók: Gleb Lazarev Andreas Malmqvist |
| 6 perc | Büntetések     | 8 perc                          |             | Játékvezetők: Tobias Björk Martin Fraňo Vonalbírók: Gleb Lazarev Andreas Malmqvist |
| 22 | Lövések        | 18                              |             | Játékvezetők: Tobias Björk Martin Fraňo Vonalbírók: Gleb Lazarev Andreas Malmqvist |
| Koivu (Granlund, Aho) – 09:16 | 1–0            |                                 |             | Játékvezetők: Tobias Björk Martin Fraňo Vonalbírók: Gleb Lazarev Andreas Malmqvist |
| Pihlström (Pulkkinen, Sallinen) – 12:04 | 2–0            |                                 |             | Játékvezetők: Tobias Björk Martin Fraňo Vonalbírók: Gleb Lazarev Andreas Malmqvist |
| | 2–1            | 13:45 – Vatrano (Matthews)      |             | Játékvezetők: Tobias Björk Martin Fraňo Vonalbírók: Gleb Lazarev Andreas Malmqvist |
| | 2–2            | 40:53 – Murphy (Maroon, Larkin) |             |                                                                                    |
| Komarov (Barkov, Jokinen) (PP) – 44:16 | 3–2            |                                 |             |                                                                                    |

| 2016. május 10. 16:15 | Szlovákia | 1–5 (1–0, 0–3, 0–2) | Németország | Jubilejnij Sportpalota, Szentpétervár Nézőszám: 3715 |

| Jegyzőkönyv | Jegyzőkönyv                     | Jegyzőkönyv                            | Jegyzőkönyv    | Jegyzőkönyv                                                                      |
| --- | ------------------------------- | -------------------------------------- | -------------- | -------------------------------------------------------------------------------- |
| | Branislav Konrád Július Hudáček | Kapusok                                | Timo Pielmeier | Játékvezetők: Brett Iverson Aleksi Rantala Vonalbírók: Jon Killian Judson Ritter |
| \| Cehlárik (Bartánus, Mikuš) – 08:42 \| 1–0 \| \| \| \| 1–1 \| 24:23 – Hager (Schütz, Gogulla) \| \| \| 1–2 \| 28:57 – Gogulla (Müller, Hager) \| \| \| 1–3 \| 34:48 – Reimer (Kahun, Draisaitl) (PP) \| \| \| 1–4 \| 43:45 – Macek (Braun, Müller) \| \| \| 1–5 \| 54:36 – Kahun (Reimer, Rieder) \| |                                 |                                        |                | Játékvezetők: Brett Iverson Aleksi Rantala Vonalbírók: Jon Killian Judson Ritter |
| 10 perc | Büntetések                      | 12 perc                                |                | Játékvezetők: Brett Iverson Aleksi Rantala Vonalbírók: Jon Killian Judson Ritter |
| 28 | Lövések                         | 28                                     |                | Játékvezetők: Brett Iverson Aleksi Rantala Vonalbírók: Jon Killian Judson Ritter |
| Cehlárik (Bartánus, Mikuš) – 08:42 | 1–0                             |                                        |                | Játékvezetők: Brett Iverson Aleksi Rantala Vonalbírók: Jon Killian Judson Ritter |
| | 1–1                             | 24:23 – Hager (Schütz, Gogulla)        |                | Játékvezetők: Brett Iverson Aleksi Rantala Vonalbírók: Jon Killian Judson Ritter |
| | 1–2                             | 28:57 – Gogulla (Müller, Hager)        |                | Játékvezetők: Brett Iverson Aleksi Rantala Vonalbírók: Jon Killian Judson Ritter |
| | 1–3                             | 34:48 – Reimer (Kahun, Draisaitl) (PP) |                |                                                                                  |
| | 1–4                             | 43:45 – Macek (Braun, Müller)          |                |                                                                                  |
| | 1–5                             | 54:36 – Kahun (Reimer, Rieder)         |                |                                                                                  |

| 2016. május 10. 20:15 | Magyarország | 2–6 (1–3, 0–1, 1–2) | Franciaország | Jubilejnij Sportpalota, Szentpétervár Nézőszám: 3340 |

| Jegyzőkönyv | Jegyzőkönyv  | Jegyzőkönyv                                 | Jegyzőkönyv    | Jegyzőkönyv                                                                       |
| --- | ------------ | ------------------------------------------- | -------------- | --------------------------------------------------------------------------------- |
| | Rajna Miklós | Kapusok                                     | Cristobal Huet | Játékvezetők: Roman Gofman Jozef Kubuš Vonalbírók: Roman Kaderli Miroslav Lhotský |
| \| \| 0–1 \| 09:14 – Ritz (Auvitu, Moisand) \| \| Vas M. (Nagy G., Wehrs) (PP) – 13:10 \| 1–1 \| \| \| \| 1–2 \| 17:28 – S. Treille \| \| \| 1–3 \| 19:26 – Fleury (Bellemare, Auvitu) (PP) \| \| \| 1–4 \| 38:03 – Chakiachvili (Y. Treille) \| \| Sofron (Vas M., Bartalis) – 47:58 \| 2–4 \| \| \| \| 2–5 \| 53:03 – S. Treille (Bellemare, Fleury) (PP) \| \| \| 2–6 \| 56:11 – S. Treille (Bellemare, Claireaux) \| |              |                                             |                | Játékvezetők: Roman Gofman Jozef Kubuš Vonalbírók: Roman Kaderli Miroslav Lhotský |
| 12 perc | Büntetések   | 10 perc                                     |                | Játékvezetők: Roman Gofman Jozef Kubuš Vonalbírók: Roman Kaderli Miroslav Lhotský |
| 24 | Lövések      | 21                                          |                | Játékvezetők: Roman Gofman Jozef Kubuš Vonalbírók: Roman Kaderli Miroslav Lhotský |
| | 0–1          | 09:14 – Ritz (Auvitu, Moisand)              |                | Játékvezetők: Roman Gofman Jozef Kubuš Vonalbírók: Roman Kaderli Miroslav Lhotský |
| Vas M. (Nagy G., Wehrs) (PP) – 13:10 | 1–1          |                                             |                | Játékvezetők: Roman Gofman Jozef Kubuš Vonalbírók: Roman Kaderli Miroslav Lhotský |
| | 1–2          | 17:28 – S. Treille                          |                | Játékvezetők: Roman Gofman Jozef Kubuš Vonalbírók: Roman Kaderli Miroslav Lhotský |
| | 1–3          | 19:26 – Fleury (Bellemare, Auvitu) (PP)     |                |                                                                                   |
| | 1–4          | 38:03 – Chakiachvili (Y. Treille)           |                |                                                                                   |
| Sofron (Vas M., Bartalis) – 47:58 | 2–4          |                                             |                |                                                                                   |
| | 2–5          | 53:03 – S. Treille (Bellemare, Fleury) (PP) |                |                                                                                   |
| | 2–6          | 56:11 – S. Treille (Bellemare, Claireaux)   |                |                                                                                   |

| 2016. május 11. 16:15 | Szlovákia | 2–4 (0–0, 2–0, 0–4) | Fehéroroszország | Jubilejnij Sportpalota, Szentpétervár Nézőszám: 3172 |

| Jegyzőkönyv | Jegyzőkönyv    | Jegyzőkönyv                        | Jegyzőkönyv   | Jegyzőkönyv                                                                       |
| --- | -------------- | ---------------------------------- | ------------- | --------------------------------------------------------------------------------- |
| | Július Hudáček | Kapusok                            | Vitalij Koval | Játékvezetők: Roman Gofman Aleksi Rantala Vonalbírók: Jon Killian Sakari Suominen |
| \| Sekera (Réway, Daňo) (PP2) – 20:47 \| 1–0 \| \| \| Jurčo (Mikuš, L. Hudáček) – 36:26 \| 2–0 \| \| \| \| 2–1 \| 42:22 – Gatavec (Liszovec) \| \| \| 2–2 \| 48:34 – Gavrus (Gatavec, Kovirsin) \| \| \| 2–3 \| 54:42 – Sztyepanov (Liszovec) \| \| \| 2–4 \| 57:16 – Linglet (Platt, Liszovec) \| |                |                                    |               | Játékvezetők: Roman Gofman Aleksi Rantala Vonalbírók: Jon Killian Sakari Suominen |
| 12 perc | Büntetések     | 14 perc                            |               | Játékvezetők: Roman Gofman Aleksi Rantala Vonalbírók: Jon Killian Sakari Suominen |
| 26 | Lövések        | 20                                 |               | Játékvezetők: Roman Gofman Aleksi Rantala Vonalbírók: Jon Killian Sakari Suominen |
| Sekera (Réway, Daňo) (PP2) – 20:47 | 1–0            |                                    |               | Játékvezetők: Roman Gofman Aleksi Rantala Vonalbírók: Jon Killian Sakari Suominen |
| Jurčo (Mikuš, L. Hudáček) – 36:26 | 2–0            |                                    |               | Játékvezetők: Roman Gofman Aleksi Rantala Vonalbírók: Jon Killian Sakari Suominen |
| | 2–1            | 42:22 – Gatavec (Liszovec)         |               | Játékvezetők: Roman Gofman Aleksi Rantala Vonalbírók: Jon Killian Sakari Suominen |
| | 2–2            | 48:34 – Gavrus (Gatavec, Kovirsin) |               |                                                                                   |
| | 2–3            | 54:42 – Sztyepanov (Liszovec)      |               |                                                                                   |
| | 2–4            | 57:16 – Linglet (Platt, Liszovec)  |               |                                                                                   |

| 2016. május 11. 20:15 | Finnország | 3–0 (0–0, 1–0, 2–0) | Magyarország | Jubilejnij Sportpalota, Szentpétervár Nézőszám: 3794 |

| Jegyzőkönyv | Jegyzőkönyv | Jegyzőkönyv | Jegyzőkönyv | Jegyzőkönyv                                                                               |
| --- | ----------- | ----------- | ----------- | ----------------------------------------------------------------------------------------- |
| | Juuse Saros | Kapusok     | Vay Ádám    | Játékvezetők: Brett Iverson Daniel Piechaczek Vonalbírók: Nicolas Fluri Andreas Malmqvist |
| \| Ohtamaa (Komarov) – 36:22 \| 1–0 \| \| \| Koivu (Granlund, Komarov) – 49:27 \| 2–0 \| \| \| Barkov (Laine, Jokinen) (PP) – 56:34 \| 3–0 \| \| |             |             |             | Játékvezetők: Brett Iverson Daniel Piechaczek Vonalbírók: Nicolas Fluri Andreas Malmqvist |
| 2 perc | Büntetések  | 14 perc     |             | Játékvezetők: Brett Iverson Daniel Piechaczek Vonalbírók: Nicolas Fluri Andreas Malmqvist |
| 51 | Lövések     | 13          |             | Játékvezetők: Brett Iverson Daniel Piechaczek Vonalbírók: Nicolas Fluri Andreas Malmqvist |
| Ohtamaa (Komarov) – 36:22 | 1–0         |             |             | Játékvezetők: Brett Iverson Daniel Piechaczek Vonalbírók: Nicolas Fluri Andreas Malmqvist |
| Koivu (Granlund, Komarov) – 49:27 | 2–0         |             |             | Játékvezetők: Brett Iverson Daniel Piechaczek Vonalbírók: Nicolas Fluri Andreas Malmqvist |
| Barkov (Laine, Jokinen) (PP) – 56:34 | 3–0         |             |             | Játékvezetők: Brett Iverson Daniel Piechaczek Vonalbírók: Nicolas Fluri Andreas Malmqvist |

| 2016. május 12. 16:15 | Egyesült Államok | 4–0 (0–0, 3–0, 1–0) | Franciaország | Jubilejnij Sportpalota, Szentpétervár Nézőszám: 4287 |

| Jegyzőkönyv | Jegyzőkönyv | Jegyzőkönyv | Jegyzőkönyv   | Jegyzőkönyv                                                                             |
| --- | ----------- | ----------- | ------------- | --------------------------------------------------------------------------------------- |
| | Mike Condon | Kapusok     | Florian Hardy | Játékvezetők: Stefan Fonselius Daniel Piechaczek Vonalbírók: Nicolas Fluri Gleb Lazarev |
| \| Wideman (Foligno, Larkin) (PP) – 34:23 \| 1–0 \| \| \| Murphy (Matthews, Vatrano) – 36:30 \| 2–0 \| \| \| Compher (Hendricks, Motte) – 39:55 \| 3–0 \| \| \| Skjei (Larkin) – 41:19 \| 4–0 \| \| |             |             |               | Játékvezetők: Stefan Fonselius Daniel Piechaczek Vonalbírók: Nicolas Fluri Gleb Lazarev |
| 12 perc | Büntetések  | 8 perc      |               | Játékvezetők: Stefan Fonselius Daniel Piechaczek Vonalbírók: Nicolas Fluri Gleb Lazarev |
| 31 | Lövések     | 19          |               | Játékvezetők: Stefan Fonselius Daniel Piechaczek Vonalbírók: Nicolas Fluri Gleb Lazarev |
| Wideman (Foligno, Larkin) (PP) – 34:23 | 1–0         |             |               | Játékvezetők: Stefan Fonselius Daniel Piechaczek Vonalbírók: Nicolas Fluri Gleb Lazarev |
| Murphy (Matthews, Vatrano) – 36:30 | 2–0         |             |               | Játékvezetők: Stefan Fonselius Daniel Piechaczek Vonalbírók: Nicolas Fluri Gleb Lazarev |
| Compher (Hendricks, Motte) – 39:55 | 3–0         |             |               | Játékvezetők: Stefan Fonselius Daniel Piechaczek Vonalbírók: Nicolas Fluri Gleb Lazarev |
| Skjei (Larkin) – 41:19 | 4–0         |             |               |                                                                                         |

| 2016. május 12. 20:15 | Kanada | 5–2 (1–0, 1–2, 3–0) | Németország | Jubilejnij Sportpalota, Szentpétervár Nézőszám: 5369 |

| Jegyzőkönyv | Jegyzőkönyv | Jegyzőkönyv                     | Jegyzőkönyv    | Jegyzőkönyv                                                                     |
| --- | ----------- | ------------------------------- | -------------- | ------------------------------------------------------------------------------- |
| | Cam Talbot  | Kapusok                         | Timo Pielmeier | Játékvezetők: Jozef Kubuš Tobias Wehrli Vonalbírók: Roman Kaderli Judson Ritter |
| \| Hall (Murray) – 03:54 \| 1–0 \| \| \| Perry (Duchene, Brassard) (PP) – 23:22 \| 2–0 \| \| \| \| 2–1 \| 31:31 – Reimer (Noebels, Kahun) \| \| \| 2–2 \| 37:36 – Akdag (Gogulla, Schütz) \| \| Hall (McDavid, Matheson) – 43:12 \| 3–2 \| \| \| Jenner (Rielly, Brassard) – 46:50 \| 4–2 \| \| \| Ceci (Reilly) (PP) – 53:17 \| 5–2 \| \| |             |                                 |                | Játékvezetők: Jozef Kubuš Tobias Wehrli Vonalbírók: Roman Kaderli Judson Ritter |
| 8 perc | Büntetések  | 6 perc                          |                | Játékvezetők: Jozef Kubuš Tobias Wehrli Vonalbírók: Roman Kaderli Judson Ritter |
| 22 | Lövések     | 19                              |                | Játékvezetők: Jozef Kubuš Tobias Wehrli Vonalbírók: Roman Kaderli Judson Ritter |
| Hall (Murray) – 03:54 | 1–0         |                                 |                | Játékvezetők: Jozef Kubuš Tobias Wehrli Vonalbírók: Roman Kaderli Judson Ritter |
| Perry (Duchene, Brassard) (PP) – 23:22 | 2–0         |                                 |                | Játékvezetők: Jozef Kubuš Tobias Wehrli Vonalbírók: Roman Kaderli Judson Ritter |
| | 2–1         | 31:31 – Reimer (Noebels, Kahun) |                | Játékvezetők: Jozef Kubuš Tobias Wehrli Vonalbírók: Roman Kaderli Judson Ritter |
| | 2–2         | 37:36 – Akdag (Gogulla, Schütz) |                |                                                                                 |
| Hall (McDavid, Matheson) – 43:12 | 3–2         |                                 |                |                                                                                 |
| Jenner (Rielly, Brassard) – 46:50 | 4–2         |                                 |                |                                                                                 |
| Ceci (Reilly) (PP) – 53:17 | 5–2         |                                 |                |                                                                                 |

| 2016. május 13. 16:15 | Egyesült Államok | 5–1 (0–0, 3–0, 2–1) | Magyarország | Jubilejnij Sportpalota, Szentpétervár Nézőszám: 3598 |

| Jegyzőkönyv | Jegyzőkönyv   | Jegyzőkönyv                             | Jegyzőkönyv | Jegyzőkönyv                                                                                  |
| --- | ------------- | --------------------------------------- | ----------- | -------------------------------------------------------------------------------------------- |
| | Keith Kinkaid | Kapusok                                 | Vay Ádám    | Játékvezetők: Roman Gofman Konsztantyin Olenyin Vonalbírók: Miroslav Lhotský Sakari Suominen |
| \| Foligno (Wideman, Hanifin) (PP) – 24:37 \| 1–0 \| \| \| Hinostroza (Fasching) – 24:55 \| 2–0 \| \| \| Larkin (McCabe, Murphy) – 34:12 \| 3–0 \| \| \| Foligno – 52:07 \| 4–0 \| \| \| Murphy (Foligno) – 55:20 \| 5–0 \| \| \| \| 5–1 \| 57:59 – Sofron (Bartalis, Sarauer) (PP) \| |               |                                         |             | Játékvezetők: Roman Gofman Konsztantyin Olenyin Vonalbírók: Miroslav Lhotský Sakari Suominen |
| 8 perc | Büntetések    | 10 perc                                 |             | Játékvezetők: Roman Gofman Konsztantyin Olenyin Vonalbírók: Miroslav Lhotský Sakari Suominen |
| 37 | Lövések       | 8                                       |             | Játékvezetők: Roman Gofman Konsztantyin Olenyin Vonalbírók: Miroslav Lhotský Sakari Suominen |
| Foligno (Wideman, Hanifin) (PP) – 24:37 | 1–0           |                                         |             | Játékvezetők: Roman Gofman Konsztantyin Olenyin Vonalbírók: Miroslav Lhotský Sakari Suominen |
| Hinostroza (Fasching) – 24:55 | 2–0           |                                         |             | Játékvezetők: Roman Gofman Konsztantyin Olenyin Vonalbírók: Miroslav Lhotský Sakari Suominen |
| Larkin (McCabe, Murphy) – 34:12 | 3–0           |                                         |             | Játékvezetők: Roman Gofman Konsztantyin Olenyin Vonalbírók: Miroslav Lhotský Sakari Suominen |
| Foligno – 52:07 | 4–0           |                                         |             |                                                                                              |
| Murphy (Foligno) – 55:20 | 5–0           |                                         |             |                                                                                              |
| | 5–1           | 57:59 – Sofron (Bartalis, Sarauer) (PP) |             |                                                                                              |

| 2016. május 13. 20:15 | Németország | 5–2 (3–0, 1–1, 1–1) | Fehéroroszország | Jubilejnij Sportpalota, Szentpétervár Nézőszám: 5275 |

| Jegyzőkönyv | Jegyzőkönyv   | Jegyzőkönyv                              | Jegyzőkönyv   | Jegyzőkönyv                                                                            |
| --- | ------------- | ---------------------------------------- | ------------- | -------------------------------------------------------------------------------------- |
| | Thomas Greiss | Kapusok                                  | Vitalij Koval | Játékvezetők: Stefan Fonselius Brett Iverson Vonalbírók: Jon Killian Andreas Malmqvist |
| \| Reimer (Müller) – 04:26 \| 1–0 \| \| \| Draisaitl (Noebels, Macek) – 05:44 \| 2–0 \| \| \| Schütz (Gogulla, Hager) (PP) – 10:47 \| 3–0 \| \| \| \| 3–1 \| 28:08 – Sztyepanov (Koval, Linglet) (PP) \| \| Brooks (Reul, Noebels) – 34:23 \| 4–1 \| \| \| \| 4–2 \| 49:14 – Sztasz (Liszovec, Koval) \| \| Gogulla (Boyle) (PP, ENG) – 59:51 \| 5–2 \| \| |               |                                          |               | Játékvezetők: Stefan Fonselius Brett Iverson Vonalbírók: Jon Killian Andreas Malmqvist |
| 8 perc | Büntetések    | 4 perc                                   |               | Játékvezetők: Stefan Fonselius Brett Iverson Vonalbírók: Jon Killian Andreas Malmqvist |
| 19 | Lövések       | 18                                       |               | Játékvezetők: Stefan Fonselius Brett Iverson Vonalbírók: Jon Killian Andreas Malmqvist |
| Reimer (Müller) – 04:26 | 1–0           |                                          |               | Játékvezetők: Stefan Fonselius Brett Iverson Vonalbírók: Jon Killian Andreas Malmqvist |
| Draisaitl (Noebels, Macek) – 05:44 | 2–0           |                                          |               | Játékvezetők: Stefan Fonselius Brett Iverson Vonalbírók: Jon Killian Andreas Malmqvist |
| Schütz (Gogulla, Hager) (PP) – 10:47 | 3–0           |                                          |               | Játékvezetők: Stefan Fonselius Brett Iverson Vonalbírók: Jon Killian Andreas Malmqvist |
| | 3–1           | 28:08 – Sztyepanov (Koval, Linglet) (PP) |               |                                                                                        |
| Brooks (Reul, Noebels) – 34:23 | 4–1           |                                          |               |                                                                                        |
| | 4–2           | 49:14 – Sztasz (Liszovec, Koval)         |               |                                                                                        |
| Gogulla (Boyle) (PP, ENG) – 59:51 | 5–2           |                                          |               |                                                                                        |

| 2016. május 14. 12:15 | Franciaország | 1–3 (0–0, 0–3, 1–0) | Finnország | Jubilejnij Sportpalota, Szentpétervár Nézőszám: 4278 |

| Jegyzőkönyv | Jegyzőkönyv                   | Jegyzőkönyv                            | Jegyzőkönyv    | Jegyzőkönyv                                                                              |
| --- | ----------------------------- | -------------------------------------- | -------------- | ---------------------------------------------------------------------------------------- |
| | Cristobal Huet Ronan Quemener | Kapusok                                | Mikko Koskinen | Játékvezetők: Roman Gofman Makszim Szidorenko Vonalbírók: Nicolas Fluri Miroslav Lhotský |
| \| \| 0–1 \| 25:00 – Lindell (Granlund, Koivu) (PP) \| \| \| 0–2 \| 30:40 – Barkov (Laine, Jokinen) \| \| \| 0–3 \| 34:50 – Laine (Jokinen) \| \| Bellemare (Treille, Auvitu) (PP2) – 52:31 \| 1–3 \| \| |                               |                                        |                | Játékvezetők: Roman Gofman Makszim Szidorenko Vonalbírók: Nicolas Fluri Miroslav Lhotský |
| 8 perc | Büntetések                    | 8 perc                                 |                | Játékvezetők: Roman Gofman Makszim Szidorenko Vonalbírók: Nicolas Fluri Miroslav Lhotský |
| 18 | Lövések                       | 19                                     |                | Játékvezetők: Roman Gofman Makszim Szidorenko Vonalbírók: Nicolas Fluri Miroslav Lhotský |
| | 0–1                           | 25:00 – Lindell (Granlund, Koivu) (PP) |                | Játékvezetők: Roman Gofman Makszim Szidorenko Vonalbírók: Nicolas Fluri Miroslav Lhotský |
| | 0–2                           | 30:40 – Barkov (Laine, Jokinen)        |                | Játékvezetők: Roman Gofman Makszim Szidorenko Vonalbírók: Nicolas Fluri Miroslav Lhotský |
| | 0–3                           | 34:50 – Laine (Jokinen)                |                | Játékvezetők: Roman Gofman Makszim Szidorenko Vonalbírók: Nicolas Fluri Miroslav Lhotský |
| Bellemare (Treille, Auvitu) (PP2) – 52:31 | 1–3                           |                                        |                |                                                                                          |

| 2016. május 14. 16:15 | Magyarország | 5–2 (2–1, 2–1, 1–0) | Fehéroroszország | Jubilejnij Sportpalota, Szentpétervár Nézőszám: 4539 |

| Jegyzőkönyv | Jegyzőkönyv  | Jegyzőkönyv                            | Jegyzőkönyv                 | Jegyzőkönyv                                                                       |
| --- | ------------ | -------------------------------------- | --------------------------- | --------------------------------------------------------------------------------- |
| | Rajna Miklós | Kapusok                                | Kevin Lalande Vitalij Koval | Játékvezetők: Jozef Kubuš Tobias Wehrli Vonalbírók: Judson Ritter Sakari Suominen |
| \| Nagy (Sarauer, Kóger) – 5:31 \| 1–0 \| \| \| Vas J. (Sarauer) (SH) – 10:31 \| 2–0 \| \| \| \| 2–1 \| 12:31 – Platt (Sztyepanov) (PP) \| \| \| 2–2 \| 26:43 – Gavrusz (Sztyepanov, Kovirsin) \| \| Sebők (Szirányi) – 30:32 \| 3–2 \| \| \| Galló (Szirányi, Sofron) – 33:49 \| 4–2 \| \| \| Vas (SH,ENG) – 59:57 \| 5–2 \| \| |              |                                        |                             | Játékvezetők: Jozef Kubuš Tobias Wehrli Vonalbírók: Judson Ritter Sakari Suominen |
| 10 perc | Büntetések   | 12 perc                                |                             | Játékvezetők: Jozef Kubuš Tobias Wehrli Vonalbírók: Judson Ritter Sakari Suominen |
| 18 | Lövések      | 19                                     |                             | Játékvezetők: Jozef Kubuš Tobias Wehrli Vonalbírók: Judson Ritter Sakari Suominen |
| Nagy (Sarauer, Kóger) – 5:31 | 1–0          |                                        |                             | Játékvezetők: Jozef Kubuš Tobias Wehrli Vonalbírók: Judson Ritter Sakari Suominen |
| Vas J. (Sarauer) (SH) – 10:31 | 2–0          |                                        |                             | Játékvezetők: Jozef Kubuš Tobias Wehrli Vonalbírók: Judson Ritter Sakari Suominen |
| | 2–1          | 12:31 – Platt (Sztyepanov) (PP)        |                             | Játékvezetők: Jozef Kubuš Tobias Wehrli Vonalbírók: Judson Ritter Sakari Suominen |
| | 2–2          | 26:43 – Gavrusz (Sztyepanov, Kovirsin) |                             |                                                                                   |
| Sebők (Szirányi) – 30:32 | 3–2          |                                        |                             |                                                                                   |
| Galló (Szirányi, Sofron) – 33:49 | 4–2          |                                        |                             |                                                                                   |
| Vas (SH,ENG) – 59:57 | 5–2          |                                        |                             |                                                                                   |

| 2016. május 14. 20:15 | Kanada | 5–0 (2–0, 2–0, 1–0) | Szlovákia | Jubilejnij Sportpalota, Szentpétervár Nézőszám: 5512 |

| Jegyzőkönyv | Jegyzőkönyv | Jegyzőkönyv | Jegyzőkönyv    | Jegyzőkönyv                                                                                 |
| --- | ----------- | ----------- | -------------- | ------------------------------------------------------------------------------------------- |
| | Cam Talbot  | Kapusok     | Július Hudáček | Játékvezetők: Konsztantyin Olenyin Daniel Piechaczek Vonalbírók: Roman Kaderli Gleb Lazarev |
| \| Rielly (Brassard) – 11:09 \| 1–0 \| \| \| Duchene (Marchand) – 18:30 \| 2–0 \| \| \| Hall (Stone, McDavid) (PP) – 33:56 \| 3–0 \| \| \| Scheifele (Reinhart, Stone) – 38:35 \| 4–0 \| \| \| Brassard (Perry, Murray) – 50:27 \| 5–0 \| \| |             |             |                | Játékvezetők: Konsztantyin Olenyin Daniel Piechaczek Vonalbírók: Roman Kaderli Gleb Lazarev |
| 4 perc | Büntetések  | 12 perc     |                | Játékvezetők: Konsztantyin Olenyin Daniel Piechaczek Vonalbírók: Roman Kaderli Gleb Lazarev |
| 33 | Lövések     | 18          |                | Játékvezetők: Konsztantyin Olenyin Daniel Piechaczek Vonalbírók: Roman Kaderli Gleb Lazarev |
| Rielly (Brassard) – 11:09 | 1–0         |             |                | Játékvezetők: Konsztantyin Olenyin Daniel Piechaczek Vonalbírók: Roman Kaderli Gleb Lazarev |
| Duchene (Marchand) – 18:30 | 2–0         |             |                | Játékvezetők: Konsztantyin Olenyin Daniel Piechaczek Vonalbírók: Roman Kaderli Gleb Lazarev |
| Hall (Stone, McDavid) (PP) – 33:56 | 3–0         |             |                | Játékvezetők: Konsztantyin Olenyin Daniel Piechaczek Vonalbírók: Roman Kaderli Gleb Lazarev |
| Scheifele (Reinhart, Stone) – 38:35 | 4–0         |             |                |                                                                                             |
| Brassard (Perry, Murray) – 50:27 | 5–0         |             |                |                                                                                             |

| 2016. május 15. 16:15 | Németország | 3–2 (2–1, 0–1, 1–0) | Egyesült Államok | Jubilejnij Sportpalota, Szentpétervár Nézőszám: 4798 |

| Jegyzőkönyv | Jegyzőkönyv   | Jegyzőkönyv                      | Jegyzőkönyv | Jegyzőkönyv                                                                             |
| --- | ------------- | -------------------------------- | ----------- | --------------------------------------------------------------------------------------- |
| | Thomas Greiss | Kapusok                          | Mike Condon | Játékvezetők: Maxim Sidorenko Tobias Wehrli Vonalbírók: Nicolas Fluri Andreas Malmqvist |
| \| Hager (Schütz, Boyle) (PP) – 02:19 \| 1–0 \| \| \| \| 1–1 \| 10:35 – McCabe (Compher, Murphy) \| \| Ehrhoff (Schütz, Hager) – 13:06 \| 2–1 \| \| \| \| 2–2 \| 20:26 – Matthews (Nelson) (PP) \| \| Holzer (Goc) – 59:27 \| 3–2 \| \| |               |                                  |             | Játékvezetők: Maxim Sidorenko Tobias Wehrli Vonalbírók: Nicolas Fluri Andreas Malmqvist |
| 14 perc | Büntetések    | 6 perc                           |             | Játékvezetők: Maxim Sidorenko Tobias Wehrli Vonalbírók: Nicolas Fluri Andreas Malmqvist |
| 14 | Lövések       | 33                               |             | Játékvezetők: Maxim Sidorenko Tobias Wehrli Vonalbírók: Nicolas Fluri Andreas Malmqvist |
| Hager (Schütz, Boyle) (PP) – 02:19 | 1–0           |                                  |             | Játékvezetők: Maxim Sidorenko Tobias Wehrli Vonalbírók: Nicolas Fluri Andreas Malmqvist |
| | 1–1           | 10:35 – McCabe (Compher, Murphy) |             | Játékvezetők: Maxim Sidorenko Tobias Wehrli Vonalbírók: Nicolas Fluri Andreas Malmqvist |
| Ehrhoff (Schütz, Hager) – 13:06 | 2–1           |                                  |             | Játékvezetők: Maxim Sidorenko Tobias Wehrli Vonalbírók: Nicolas Fluri Andreas Malmqvist |
| | 2–2           | 20:26 – Matthews (Nelson) (PP)   |             |                                                                                         |
| Holzer (Goc) – 59:27 | 3–2           |                                  |             |                                                                                         |

| 2016. május 15. 20:15 | Szlovákia | 0–5 (0–0, 0–2, 0–3) | Finnország | Jubilejnij Sportpalota, Szentpétervár Nézőszám: 5679 |

| Jegyzőkönyv | Jegyzőkönyv    | Jegyzőkönyv                             | Jegyzőkönyv | Jegyzőkönyv                                                                   |
| --- | -------------- | --------------------------------------- | ----------- | ----------------------------------------------------------------------------- |
| | Július Hudáček | Kapusok                                 | Juuse Saros | Játékvezetők: Linus Ohlund Marc Wiegand Vonalbírók: Jon Killian Judson Ritter |
| \| \| 0–1 \| 31:07 – Koivu (Lindell, Aho) (PP) \| \| \| 0–2 \| 31:47 – Pihlström (Sallinen, Pokka) \| \| \| 0–3 \| 46:46 – Barkov (Hietanen, Jaakola) (EA) \| \| \| 0–4 \| 59:45 – Jokinen (Hietanen, Barkov) (PP) \| \| \| 0–5 \| 59:57 – Laine (Barkov) \| |                |                                         |             | Játékvezetők: Linus Ohlund Marc Wiegand Vonalbírók: Jon Killian Judson Ritter |
| 8 perc | Büntetések     | 4 perc                                  |             | Játékvezetők: Linus Ohlund Marc Wiegand Vonalbírók: Jon Killian Judson Ritter |
| 14 | Lövések        | 35                                      |             | Játékvezetők: Linus Ohlund Marc Wiegand Vonalbírók: Jon Killian Judson Ritter |
| | 0–1            | 31:07 – Koivu (Lindell, Aho) (PP)       |             | Játékvezetők: Linus Ohlund Marc Wiegand Vonalbírók: Jon Killian Judson Ritter |
| | 0–2            | 31:47 – Pihlström (Sallinen, Pokka)     |             | Játékvezetők: Linus Ohlund Marc Wiegand Vonalbírók: Jon Killian Judson Ritter |
| | 0–3            | 46:46 – Barkov (Hietanen, Jaakola) (EA) |             | Játékvezetők: Linus Ohlund Marc Wiegand Vonalbírók: Jon Killian Judson Ritter |
| | 0–4            | 59:45 – Jokinen (Hietanen, Barkov) (PP) |             |                                                                               |
| | 0–5            | 59:57 – Laine (Barkov)                  |             |                                                                               |

| 2016. május 16. 16:15 | Kanada | 4–0 (1–0, 1–0, 2–0) | Franciaország | Jubilejnij Sportpalota, Szentpétervár Nézőszám: 5219 |

| Jegyzőkönyv | Jegyzőkönyv    | Jegyzőkönyv | Jegyzőkönyv    | Jegyzőkönyv                                                                        |
| --- | -------------- | ----------- | -------------- | ---------------------------------------------------------------------------------- |
| | Calvin Pickard | Kapusok     | Ronan Quemener | Játékvezetők: Antonín Jeřábek Linus Ohlund Vonalbírók: Jon Killian Sakari Suominen |
| \| Stone (Hall, McDavid) (PP) – 08:32 \| 1–0 \| \| \| Duchene (Perry, Ellis) – 35:26 \| 2–0 \| \| \| Scheifele (Stone, Marchand) – 43:51 \| 3–0 \| \| \| Perry (O'Reilly, Gallagher) – 54:45 \| 4–0 \| \| |                |             |                | Játékvezetők: Antonín Jeřábek Linus Ohlund Vonalbírók: Jon Killian Sakari Suominen |
| 4 perc | Büntetések     | 8 perc      |                | Játékvezetők: Antonín Jeřábek Linus Ohlund Vonalbírók: Jon Killian Sakari Suominen |
| 46 | Lövések        | 13          |                | Játékvezetők: Antonín Jeřábek Linus Ohlund Vonalbírók: Jon Killian Sakari Suominen |
| Stone (Hall, McDavid) (PP) – 08:32 | 1–0            |             |                | Játékvezetők: Antonín Jeřábek Linus Ohlund Vonalbírók: Jon Killian Sakari Suominen |
| Duchene (Perry, Ellis) – 35:26 | 2–0            |             |                | Játékvezetők: Antonín Jeřábek Linus Ohlund Vonalbírók: Jon Killian Sakari Suominen |
| Scheifele (Stone, Marchand) – 43:51 | 3–0            |             |                | Játékvezetők: Antonín Jeřábek Linus Ohlund Vonalbírók: Jon Killian Sakari Suominen |
| Perry (O'Reilly, Gallagher) – 54:45 | 4–0            |             |                |                                                                                    |

| 2016. május 16. 20:15 | Németország | 4–2 (0–1, 1–0, 3–1) | Magyarország | Jubilejnij Sportpalota, Szentpétervár Nézőszám: 5038 |

| Jegyzőkönyv | Jegyzőkönyv   | Jegyzőkönyv               | Jegyzőkönyv  | Jegyzőkönyv                                                                            |
| --- | ------------- | ------------------------- | ------------ | -------------------------------------------------------------------------------------- |
| | Thomas Greiss | Kapusok                   | Rajna Miklós | Játékvezetők: Martin Fraňo Konsztantyin Olenyin Vonalbírók: Roman Kaderli Gleb Lazarev |
| \| \| 0–1 \| 09:09 – Sofron (Bartalis) \| \| Hager (PP) – 31:42 \| 1–1 \| \| \| Reul – 41:22 \| 2–1 \| \| \| \| 2–2 \| 45:14 – Wehrs (Magosi) \| \| Braun (Akdag, Draisaitl) – 57:24 \| 3–2 \| \| \| Goc (Seidenberg, Greiss) (ENG) – 59:27 \| 4–2 \| \| |               |                           |              | Játékvezetők: Martin Fraňo Konsztantyin Olenyin Vonalbírók: Roman Kaderli Gleb Lazarev |
| 4 perc | Büntetések    | 8 perc                    |              | Játékvezetők: Martin Fraňo Konsztantyin Olenyin Vonalbírók: Roman Kaderli Gleb Lazarev |
| 34 | Lövések       | 16                        |              | Játékvezetők: Martin Fraňo Konsztantyin Olenyin Vonalbírók: Roman Kaderli Gleb Lazarev |
| | 0–1           | 09:09 – Sofron (Bartalis) |              | Játékvezetők: Martin Fraňo Konsztantyin Olenyin Vonalbírók: Roman Kaderli Gleb Lazarev |
| Hager (PP) – 31:42 | 1–1           |                           |              | Játékvezetők: Martin Fraňo Konsztantyin Olenyin Vonalbírók: Roman Kaderli Gleb Lazarev |
| Reul – 41:22 | 2–1           |                           |              | Játékvezetők: Martin Fraňo Konsztantyin Olenyin Vonalbírók: Roman Kaderli Gleb Lazarev |
| | 2–2           | 45:14 – Wehrs (Magosi)    |              |                                                                                        |
| Braun (Akdag, Draisaitl) – 57:24 | 3–2           |                           |              |                                                                                        |
| Goc (Seidenberg, Greiss) (ENG) – 59:27 | 4–2           |                           |              |                                                                                        |

| 2016. május 17. 12:15 | Egyesült Államok | 2–3 (h.u.) (0–1, 1–0, 1–1) (h.u.: 0–1) | Szlovákia | Jubilejnij Sportpalota, Szentpétervár Nézőszám: 5080 |

| Jegyzőkönyv | Jegyzőkönyv   | Jegyzőkönyv                         | Jegyzőkönyv    | Jegyzőkönyv                                                                               |
| --- | ------------- | ----------------------------------- | -------------- | ----------------------------------------------------------------------------------------- |
| | Keith Kinkaid | Kapusok                             | Július Hudáček | Játékvezetők: Antonín Jeřábek Makszim Szidorenko Vonalbírók: Gleb Lazarev Sakari Suominen |
| \| \| 0–1 \| 18:39 – Jaroš (Viedenský) \| \| Nelson (Warsofsky, Vatrano) (PP) – 27:15 \| 1–1 \| \| \| Foligno (Larkin) – 42:53 \| 2–1 \| \| \| \| 2–2 \| 52:14 – Skalický (Marcinko, Graňák) \| \| \| 2–3 \| 60:59 – Daňo (Švarný, Meszároš) \| |               |                                     |                | Játékvezetők: Antonín Jeřábek Makszim Szidorenko Vonalbírók: Gleb Lazarev Sakari Suominen |
| 10 perc | Büntetések    | 4 perc                              |                | Játékvezetők: Antonín Jeřábek Makszim Szidorenko Vonalbírók: Gleb Lazarev Sakari Suominen |
| 25 | Lövések       | 30                                  |                | Játékvezetők: Antonín Jeřábek Makszim Szidorenko Vonalbírók: Gleb Lazarev Sakari Suominen |
| | 0–1           | 18:39 – Jaroš (Viedenský)           |                | Játékvezetők: Antonín Jeřábek Makszim Szidorenko Vonalbírók: Gleb Lazarev Sakari Suominen |
| Nelson (Warsofsky, Vatrano) (PP) – 27:15 | 1–1           |                                     |                | Játékvezetők: Antonín Jeřábek Makszim Szidorenko Vonalbírók: Gleb Lazarev Sakari Suominen |
| Foligno (Larkin) – 42:53 | 2–1           |                                     |                | Játékvezetők: Antonín Jeřábek Makszim Szidorenko Vonalbírók: Gleb Lazarev Sakari Suominen |
| | 2–2           | 52:14 – Skalický (Marcinko, Graňák) |                |                                                                                           |
| | 2–3           | 60:59 – Daňo (Švarný, Meszároš)     |                |                                                                                           |

| 2016. május 17. 16:15 | Fehéroroszország | 3–0 (0–0, 2–0, 1–0) | Franciaország | Jubilejnij Sportpalota, Szentpétervár Nézőszám: 4895 |

| Jegyzőkönyv | Jegyzőkönyv   | Jegyzőkönyv | Jegyzőkönyv    | Jegyzőkönyv                                                                         |
| --- | ------------- | ----------- | -------------- | ----------------------------------------------------------------------------------- |
| | Vitalij Koval | Kapusok     | Cristobal Huet | Játékvezetők: Martin Fraňo Linus Ohlund Vonalbírók: Roman Kaderli Andreas Malmqvist |
| \| Sztasz (Linglet, Gatavec) – 25:12 \| 1–0 \| \| \| Platt (Linglet, Gatavec) – 38:23 \| 2–0 \| \| \| Sztasz (Linglet, Platt) – 44:59 \| 3–0 \| \| |               |             |                | Játékvezetők: Martin Fraňo Linus Ohlund Vonalbírók: Roman Kaderli Andreas Malmqvist |
| 12 perc | Büntetések    | 12 perc     |                | Játékvezetők: Martin Fraňo Linus Ohlund Vonalbírók: Roman Kaderli Andreas Malmqvist |
| 32 | Lövések       | 21          |                | Játékvezetők: Martin Fraňo Linus Ohlund Vonalbírók: Roman Kaderli Andreas Malmqvist |
| Sztasz (Linglet, Gatavec) – 25:12 | 1–0           |             |                | Játékvezetők: Martin Fraňo Linus Ohlund Vonalbírók: Roman Kaderli Andreas Malmqvist |
| Platt (Linglet, Gatavec) – 38:23 | 2–0           |             |                | Játékvezetők: Martin Fraňo Linus Ohlund Vonalbírók: Roman Kaderli Andreas Malmqvist |
| Sztasz (Linglet, Platt) – 44:59 | 3–0           |             |                | Játékvezetők: Martin Fraňo Linus Ohlund Vonalbírók: Roman Kaderli Andreas Malmqvist |

| 2016. május 17. 20:15 | Kanada | 0–4 (0–0, 0–3, 0–1) | Finnország | Jubilejnij Sportpalota, Szentpétervár Nézőszám: 5890 |

| Jegyzőkönyv | Jegyzőkönyv | Jegyzőkönyv                  | Jegyzőkönyv    | Jegyzőkönyv                                                                         |
| --- | ----------- | ---------------------------- | -------------- | ----------------------------------------------------------------------------------- |
| | Cam Talbot  | Kapusok                      | Mikko Koskinen | Játékvezetők: Roman Gofman Tobias Wehrli Vonalbírók: Miroslav Lhotský Judson Ritter |
| \| \| 0–1 \| 26:10 – Kivistö (Rantanen) \| \| \| 0–2 \| 36:03 – Komarov (Granlund) \| \| \| 0–3 \| 38:50 – Pyörälä (Aho) \| \| \| 0–4 \| 42:32 – Koskiranta (Pyörälä) \| |             |                              |                | Játékvezetők: Roman Gofman Tobias Wehrli Vonalbírók: Miroslav Lhotský Judson Ritter |
| 12 perc | Büntetések  | 4 perc                       |                | Játékvezetők: Roman Gofman Tobias Wehrli Vonalbírók: Miroslav Lhotský Judson Ritter |
| 21 | Lövések     | 19                           |                | Játékvezetők: Roman Gofman Tobias Wehrli Vonalbírók: Miroslav Lhotský Judson Ritter |
| | 0–1         | 26:10 – Kivistö (Rantanen)   |                | Játékvezetők: Roman Gofman Tobias Wehrli Vonalbírók: Miroslav Lhotský Judson Ritter |
| | 0–2         | 36:03 – Komarov (Granlund)   |                | Játékvezetők: Roman Gofman Tobias Wehrli Vonalbírók: Miroslav Lhotský Judson Ritter |
| | 0–3         | 38:50 – Pyörälä (Aho)        |                | Játékvezetők: Roman Gofman Tobias Wehrli Vonalbírók: Miroslav Lhotský Judson Ritter |
| | 0–4         | 42:32 – Koskiranta (Pyörälä) |                |                                                                                     |

## Egyenes kieséses szakasz
|  |              |                  |                  |                  |   |                  |                  |             |               |               |               |       |       |
|  | Negyeddöntők | Negyeddöntők     | Negyeddöntők     |                  |   | Elődöntők        | Elődöntők        | Elődöntők   |               |               | Döntő         | Döntő | Döntő |
|  | Negyeddöntők | Negyeddöntők     | Negyeddöntők     |                  |   | Elődöntők        | Elődöntők        | Elődöntők   |               |               | Döntő         | Döntő | Döntő |
|  | május 19.    |                  |                  |                  |   |                  |                  |             |               |               |               |       |       |
|  |              |                  |                  |                  |   |                  |                  |             |               |               |               |       |       |
|  | A1           | Csehország       | 1                |                  |   |                  |                  |             |               |               |               |       |       |
|  | A1           | Csehország       | 1                | május 21.        |   |                  |                  |             |               |               |               |       |       |
|  | B4           | Egyesült Államok | 2                |                  |   |                  |                  |             |               |               |               |       |       |
|  | B4           | Egyesült Államok | 2                |                  |   | Kanada           | Kanada           | 4           |               |               |               |       |       |
|  | május 19.    |                  |                  |                  |   | Kanada           | Kanada           | 4           |               |               |               |       |       |
|  |              |                  | Egyesült Államok | Egyesült Államok | 3 |                  |                  |             |               |               |               |       |       |
|  | B2           | Kanada           | Egyesült Államok | Egyesült Államok | 3 | 6                |                  |             |               |               |               |       |       |
|  | B2           | Kanada           |                  |                  |   | 6                | május 22.        |             |               |               |               |       |       |
|  | A3           | Svédország       | 0                |                  |   |                  |                  |             |               |               |               |       |       |
|  | A3           | Svédország       | 0                |                  |   | Finnország       | Finnország       | 0           |               |               |               |       |       |
|  | május 19.    |                  |                  |                  |   | Finnország       | Finnország       | 0           |               |               |               |       |       |
|  |              |                  | Kanada           | Kanada           | 2 |                  |                  |             |               |               |               |       |       |
|  | B1           | Finnország       | Kanada           | Kanada           | 2 | 5                |                  |             |               |               |               |       |       |
|  | B1           | Finnország       | május 21.        |                  |   | 5                |                  |             |               |               |               |       |       |
|  | A4           | Dánia            | 1                |                  |   |                  |                  |             |               |               |               |       |       |
|  | A4           | Dánia            | 1                |                  |   | Finnország       | Finnország       | 3           | Bronzmérkőzés | Bronzmérkőzés | Bronzmérkőzés |       |       |
|  | május 19.    |                  |                  |                  |   | Finnország       | Finnország       | 3           | Bronzmérkőzés | Bronzmérkőzés | Bronzmérkőzés |       |       |
|  |              |                  | Oroszország      | Oroszország      | 1 |                  |                  | május 22.   | május 22.     | május 22.     |               |       |       |
|  | A2           | Oroszország      | Oroszország      | Oroszország      | 1 | 4                |                  | május 22.   | május 22.     | május 22.     |               |       |       |
|  | A2           | Oroszország      |                  |                  |   |                  |                  | Oroszország | Oroszország   | 7             |               |       |       |
|  | B3           | Németország      | 1                |                  |   |                  |                  | Oroszország | Oroszország   | 7             |               |       |       |
|  | B3           | Németország      | 1                |                  |   | Egyesült Államok | Egyesült Államok | 2           |               |               |               |       |       |
|  |              |                  |                  |                  |   | Egyesült Államok | Egyesült Államok | 2           |               |               |               |       |       |

### Negyeddöntők
| 2015. május 19. 16:15 | Csehország | 1–2 (sz.) (1–0, 0–1, 0–0) (h.u.: 0–0) (sz.: 0–1) | Egyesült Államok | VTB Jégpalota, Moszkva Nézőszám: 7853 |

| Jegyzőkönyv                                                                              | Jegyzőkönyv   | Jegyzőkönyv                         | Jegyzőkönyv   | Jegyzőkönyv                                                                             |
| ---------------------------------------------------------------------------------------- | ------------- | ----------------------------------- | ------------- | --------------------------------------------------------------------------------------- |
|                                                                                          | Dominik Furch | Kapusok                             | Keith Kinkaid | Játékvezetők: Linus Ohlund Tobias Wehrli Vonalbírók: Alekszandr Otmakov Henrik Pihlblad |
| \| Zohorna (PS) – 15:23 \| 1–0 \| \| \| \| 1–1 \| 21:27 – Matthews (Vatrano, Wideman) \| |               |                                     |               | Játékvezetők: Linus Ohlund Tobias Wehrli Vonalbírók: Alekszandr Otmakov Henrik Pihlblad |
| Kašpar Koukal Zohorna                                                                    | Szétlövés     | Hendricks Matthews                  |               | Játékvezetők: Linus Ohlund Tobias Wehrli Vonalbírók: Alekszandr Otmakov Henrik Pihlblad |
| 12 perc                                                                                  | Büntetések    | 12 perc                             |               | Játékvezetők: Linus Ohlund Tobias Wehrli Vonalbírók: Alekszandr Otmakov Henrik Pihlblad |
| 32                                                                                       | Lövések       | 28                                  |               | Játékvezetők: Linus Ohlund Tobias Wehrli Vonalbírók: Alekszandr Otmakov Henrik Pihlblad |
| Zohorna (PS) – 15:23                                                                     | 1–0           |                                     |               | Játékvezetők: Linus Ohlund Tobias Wehrli Vonalbírók: Alekszandr Otmakov Henrik Pihlblad |
|                                                                                          | 1–1           | 21:27 – Matthews (Vatrano, Wideman) |               | Játékvezetők: Linus Ohlund Tobias Wehrli Vonalbírók: Alekszandr Otmakov Henrik Pihlblad |

| 2015. május 19. 16:15 | Finnország | 5–1 (1–0, 2–1, 2–0) | Dánia | Jubilejnij Sportpalota, Szentpétervár Nézőszám: 5038 |

| Jegyzőkönyv | Jegyzőkönyv    | Jegyzőkönyv                              | Jegyzőkönyv    | Jegyzőkönyv                                                                   |
| --- | -------------- | ---------------------------------------- | -------------- | ----------------------------------------------------------------------------- |
| | Mikko Koskinen | Kapusok                                  | Sebastian Dahm | Játékvezetők: Martin Fraňo Jozef Kubuš Vonalbírók: Nicolas Fluri Gleb Lazarev |
| \| Granlund (Koivu, Komarov) – 14:29 \| 1–0 \| \| \| Koskiranta (Pyörälä, Ohtamaa) – 21:45 \| 2–0 \| \| \| \| 2–1 \| 31:42 – Eller (Christensen, Ehlers) (PP) \| \| Laine (Hietanen, Jaakola) – 38:57 \| 3–1 \| \| \| Jokinen (Koivu) (ENG) – 57:46 \| 4–1 \| \| \| Granlund – 58:07 \| 5–1 \| \| |                |                                          |                | Játékvezetők: Martin Fraňo Jozef Kubuš Vonalbírók: Nicolas Fluri Gleb Lazarev |
| 6 perc | Büntetések     | 6 perc                                   |                | Játékvezetők: Martin Fraňo Jozef Kubuš Vonalbírók: Nicolas Fluri Gleb Lazarev |
| 28 | Lövések        | 17                                       |                | Játékvezetők: Martin Fraňo Jozef Kubuš Vonalbírók: Nicolas Fluri Gleb Lazarev |
| Granlund (Koivu, Komarov) – 14:29 | 1–0            |                                          |                | Játékvezetők: Martin Fraňo Jozef Kubuš Vonalbírók: Nicolas Fluri Gleb Lazarev |
| Koskiranta (Pyörälä, Ohtamaa) – 21:45 | 2–0            |                                          |                | Játékvezetők: Martin Fraňo Jozef Kubuš Vonalbírók: Nicolas Fluri Gleb Lazarev |
| | 2–1            | 31:42 – Eller (Christensen, Ehlers) (PP) |                | Játékvezetők: Martin Fraňo Jozef Kubuš Vonalbírók: Nicolas Fluri Gleb Lazarev |
| Laine (Hietanen, Jaakola) – 38:57 | 3–1            |                                          |                |                                                                               |
| Jokinen (Koivu) (ENG) – 57:46 | 4–1            |                                          |                |                                                                               |
| Granlund – 58:07 | 5–1            |                                          |                |                                                                               |

| 2015. május 19. 20:15 | Oroszország | 4–1 (0–1, 3–0, 1–0) | Németország | VTB Jégpalota, Moszkva Nézőszám: 12 199 |

| Jegyzőkönyv | Jegyzőkönyv        | Jegyzőkönyv    | Jegyzőkönyv   | Jegyzőkönyv                                                                            |
| --- | ------------------ | -------------- | ------------- | -------------------------------------------------------------------------------------- |
| | Andrej Bobrovszkij | Kapusok        | Thomas Greiss | Játékvezetők: Tobias Björk Aleksi Rantala Vonalbírók: Miroslav Lhotský Fraser McIntyre |
| \| \| 0–1 \| 04:45 – Reimer \| \| Sipacsov (Dadonov, Belov) – 20:40 \| 1–1 \| \| \| Dadonov (Sipacsov) – 27:17 \| 2–1 \| \| \| Sipacsov (Tyelegin) \| 3–1 \| \| \| Ovecskin (Kuznyecov, Ljubimov) – 42:45 \| 4–1 \| \| |                    |                |               | Játékvezetők: Tobias Björk Aleksi Rantala Vonalbírók: Miroslav Lhotský Fraser McIntyre |
| 2 perc | Büntetések         | 4 perc         |               | Játékvezetők: Tobias Björk Aleksi Rantala Vonalbírók: Miroslav Lhotský Fraser McIntyre |
| 37 | Lövések            | 20             |               | Játékvezetők: Tobias Björk Aleksi Rantala Vonalbírók: Miroslav Lhotský Fraser McIntyre |
| | 0–1                | 04:45 – Reimer |               | Játékvezetők: Tobias Björk Aleksi Rantala Vonalbírók: Miroslav Lhotský Fraser McIntyre |
| Sipacsov (Dadonov, Belov) – 20:40 | 1–1                |                |               | Játékvezetők: Tobias Björk Aleksi Rantala Vonalbírók: Miroslav Lhotský Fraser McIntyre |
| Dadonov (Sipacsov) – 27:17 | 2–1                |                |               | Játékvezetők: Tobias Björk Aleksi Rantala Vonalbírók: Miroslav Lhotský Fraser McIntyre |
| Sipacsov (Tyelegin) | 3–1                |                |               |                                                                                        |
| Ovecskin (Kuznyecov, Ljubimov) – 42:45 | 4–1                |                |               |                                                                                        |

| 2015. május 19. 20:15 | Kanada | 6–0 (1–0, 3–0, 2–0) | Svédország | Jubilejnij Sportpalota, Szentpétervár Nézőszám: 6090 |

| Jegyzőkönyv | Jegyzőkönyv | Jegyzőkönyv | Jegyzőkönyv     | Jegyzőkönyv                                                                             |
| --- | ----------- | ----------- | --------------- | --------------------------------------------------------------------------------------- |
| | Cam Talbot  | Kapusok     | Jacob Markström | Játékvezetők: Roman Gofman Makszim Szidorenko Vonalbírók: Judson Ritter Sakari Suominen |
| \| Scheifele (O'Reilly, Stone) – 18:39 \| 1–0 \| \| \| Dumba (Stone, Scheifele) (PP) – 26:05 \| 2–0 \| \| \| Marchand (Dumba, Scheifele) – 32:02 \| 3–0 \| \| \| Domi (Reinhart, Matheson) – 32:13 \| 4–0 \| \| \| Stone – 51:05 \| 5–0 \| \| \| Brassard (Gallagher, Hall) – 53:22 \| 6–0 \| \| |             |             |                 | Játékvezetők: Roman Gofman Makszim Szidorenko Vonalbírók: Judson Ritter Sakari Suominen |
| 10 perc | Büntetések  | 18 perc     |                 | Játékvezetők: Roman Gofman Makszim Szidorenko Vonalbírók: Judson Ritter Sakari Suominen |
| 34 | Lövések     | 24          |                 | Játékvezetők: Roman Gofman Makszim Szidorenko Vonalbírók: Judson Ritter Sakari Suominen |
| Scheifele (O'Reilly, Stone) – 18:39 | 1–0         |             |                 | Játékvezetők: Roman Gofman Makszim Szidorenko Vonalbírók: Judson Ritter Sakari Suominen |
| Dumba (Stone, Scheifele) (PP) – 26:05 | 2–0         |             |                 | Játékvezetők: Roman Gofman Makszim Szidorenko Vonalbírók: Judson Ritter Sakari Suominen |
| Marchand (Dumba, Scheifele) – 32:02 | 3–0         |             |                 | Játékvezetők: Roman Gofman Makszim Szidorenko Vonalbírók: Judson Ritter Sakari Suominen |
| Domi (Reinhart, Matheson) – 32:13 | 4–0         |             |                 |                                                                                         |
| Stone – 51:05 | 5–0         |             |                 |                                                                                         |
| Brassard (Gallagher, Hall) – 53:22 | 6–0         |             |                 |                                                                                         |

### Elődöntők
| 2015. május 21. 16:15 | Finnország | 3–1 (0–1, 3–0, 0–0) | Oroszország | VTB Jégpalota, Moszkva Nézőszám: 12 215 |

| Jegyzőkönyv | Jegyzőkönyv    | Jegyzőkönyv                           | Jegyzőkönyv         | Jegyzőkönyv                                                                      |
| --- | -------------- | ------------------------------------- | ------------------- | -------------------------------------------------------------------------------- |
| | Mikko Koskinen | Kapusok                               | Szergej Bobrovszkij | Játékvezetők: Martin Fraňo Jozef Kubuš Vonalbírók: Fraser McIntyre Judson Ritter |
| \| \| 0–1 \| 02:52 – Sirokov (Tyelegin, Marcsenko) \| \| Aho (Granlund, Lindell) (PP) – 25:34 \| 1–1 \| \| \| Jokinen (Laine) – 35:50 \| 2–1 \| \| \| Aho (Koskiranta, Koivu) (PP) – 38:15 \| 3–1 \| \| |                |                                       |                     | Játékvezetők: Martin Fraňo Jozef Kubuš Vonalbírók: Fraser McIntyre Judson Ritter |
| 10 perc | Büntetések     | 8 perc                                |                     | Játékvezetők: Martin Fraňo Jozef Kubuš Vonalbírók: Fraser McIntyre Judson Ritter |
| 16 | Lövések        | 29                                    |                     | Játékvezetők: Martin Fraňo Jozef Kubuš Vonalbírók: Fraser McIntyre Judson Ritter |
| | 0–1            | 02:52 – Sirokov (Tyelegin, Marcsenko) |                     | Játékvezetők: Martin Fraňo Jozef Kubuš Vonalbírók: Fraser McIntyre Judson Ritter |
| Aho (Granlund, Lindell) (PP) – 25:34 | 1–1            |                                       |                     | Játékvezetők: Martin Fraňo Jozef Kubuš Vonalbírók: Fraser McIntyre Judson Ritter |
| Jokinen (Laine) – 35:50 | 2–1            |                                       |                     | Játékvezetők: Martin Fraňo Jozef Kubuš Vonalbírók: Fraser McIntyre Judson Ritter |
| Aho (Koskiranta, Koivu) (PP) – 38:15 | 3–1            |                                       |                     |                                                                                  |

| 2015. május 21. 20:15 | Kanada | 4–3 (2–0, 1–3, 1–0) | Egyesült Államok | VTB Jégpalota, Moszkva Nézőszám: 10 455 |

| Jegyzőkönyv | Jegyzőkönyv | Jegyzőkönyv                             | Jegyzőkönyv   | Jegyzőkönyv                                                                              |
| --- | ----------- | --------------------------------------- | ------------- | ---------------------------------------------------------------------------------------- |
| | Cam Talbot  | Kapusok                                 | Keith Kinkaid | Játékvezetők: Roman Gofman Tobias Wehrli Vonalbírók: Miroslav Lhotský Alekszandr Otmakov |
| \| Gallagher (Jenner, Reinhart) – 08:59 \| 1–0 \| \| \| Marchand (Ceci) – 18:02 \| 2–0 \| \| \| \| 2–1 \| 21:14 – Matthews (Wideman, Larkin) (PP) \| \| \| 2–2 \| 23:57 – Warsofsky (Nelson, Fasching) \| \| \| 2–3 \| 28:25 – Motte (Larkin, Compher) (PP) \| \| Brassard (Reilly, Perry) (PP) – 35:30 \| 3–3 \| \| \| Ellis (Murray, McDavid) – 41:34 \| 4–3 \| \| |             |                                         |               | Játékvezetők: Roman Gofman Tobias Wehrli Vonalbírók: Miroslav Lhotský Alekszandr Otmakov |
| 6 perc | Büntetések  | 14 perc                                 |               | Játékvezetők: Roman Gofman Tobias Wehrli Vonalbírók: Miroslav Lhotský Alekszandr Otmakov |
| 27 | Lövések     | 33                                      |               | Játékvezetők: Roman Gofman Tobias Wehrli Vonalbírók: Miroslav Lhotský Alekszandr Otmakov |
| Gallagher (Jenner, Reinhart) – 08:59 | 1–0         |                                         |               | Játékvezetők: Roman Gofman Tobias Wehrli Vonalbírók: Miroslav Lhotský Alekszandr Otmakov |
| Marchand (Ceci) – 18:02 | 2–0         |                                         |               | Játékvezetők: Roman Gofman Tobias Wehrli Vonalbírók: Miroslav Lhotský Alekszandr Otmakov |
| | 2–1         | 21:14 – Matthews (Wideman, Larkin) (PP) |               | Játékvezetők: Roman Gofman Tobias Wehrli Vonalbírók: Miroslav Lhotský Alekszandr Otmakov |
| | 2–2         | 23:57 – Warsofsky (Nelson, Fasching)    |               |                                                                                          |
| | 2–3         | 28:25 – Motte (Larkin, Compher) (PP)    |               |                                                                                          |
| Brassard (Reilly, Perry) (PP) – 35:30 | 3–3         |                                         |               |                                                                                          |
| Ellis (Murray, McDavid) – 41:34 | 4–3         |                                         |               |                                                                                          |

### Bronzmérkőzés
| 2015. május 22. 16:15 | Oroszország | 7–2 (2–0, 3–1, 2–1) | Egyesült Államok | VTB Jégpalota, Moszkva Nézőszám: 12 043 |

| Jegyzőkönyv | Jegyzőkönyv         | Jegyzőkönyv                              | Jegyzőkönyv               | Jegyzőkönyv                                                                          |
| --- | ------------------- | ---------------------------------------- | ------------------------- | ------------------------------------------------------------------------------------ |
| | Szergej Bobrovszkij | Kapusok                                  | Keith Kinkaid Mike Condon | Játékvezetők: Tobias Björk Martin Fraňo Vonalbírók: Miroslav Lhotský Henrik Pihlblad |
| \| Vojnov (Kalinyin, Sirokov) – 06:23 \| 1–0 \| \| \| Mozjakin (Dacjuk, Orlov) (PP) – 13:41 \| 2–0 \| \| \| Tyelegin (Dacjuk, Mozjakin) – 29:36 \| 3–0 \| \| \| Dadonov (Panarin, Sipacsov) – 32:49 \| 4–0 \| \| \| \| 4–1 \| 34:29 – Vatrano (Warsofsky, Nelson) (PP) \| \| Panarin (Belov, Csugyinov) – 35:22 \| 5–1 \| \| \| \| 5–2 \| 43:42 – Vatrano (Warsofsky) \| \| Mozjakin (Dacjuk) – 53:13 \| 6–2 \| \| \| Sipacsov (Dadonov, Panarin) (PP) – 59:53 \| 7–2 \| \| |                     |                                          |                           | Játékvezetők: Tobias Björk Martin Fraňo Vonalbírók: Miroslav Lhotský Henrik Pihlblad |
| 10 perc | Büntetések          | 8 perc                                   |                           | Játékvezetők: Tobias Björk Martin Fraňo Vonalbírók: Miroslav Lhotský Henrik Pihlblad |
| 29 | Lövések             | 30                                       |                           | Játékvezetők: Tobias Björk Martin Fraňo Vonalbírók: Miroslav Lhotský Henrik Pihlblad |
| Vojnov (Kalinyin, Sirokov) – 06:23 | 1–0                 |                                          |                           | Játékvezetők: Tobias Björk Martin Fraňo Vonalbírók: Miroslav Lhotský Henrik Pihlblad |
| Mozjakin (Dacjuk, Orlov) (PP) – 13:41 | 2–0                 |                                          |                           | Játékvezetők: Tobias Björk Martin Fraňo Vonalbírók: Miroslav Lhotský Henrik Pihlblad |
| Tyelegin (Dacjuk, Mozjakin) – 29:36 | 3–0                 |                                          |                           | Játékvezetők: Tobias Björk Martin Fraňo Vonalbírók: Miroslav Lhotský Henrik Pihlblad |
| Dadonov (Panarin, Sipacsov) – 32:49 | 4–0                 |                                          |                           |                                                                                      |
| | 4–1                 | 34:29 – Vatrano (Warsofsky, Nelson) (PP) |                           |                                                                                      |
| Panarin (Belov, Csugyinov) – 35:22 | 5–1                 |                                          |                           |                                                                                      |
| | 5–2                 | 43:42 – Vatrano (Warsofsky)              |                           |                                                                                      |
| Mozjakin (Dacjuk) – 53:13 | 6–2                 |                                          |                           |                                                                                      |
| Sipacsov (Dadonov, Panarin) (PP) – 59:53 | 7–2                 |                                          |                           |                                                                                      |

### Döntő
| 2015. május 22. 20:45 | Finnország | 0–2 (0–1, 0–0, 0–1) | Kanada | VTB Jégpalota, Moszkva Nézőszám: 11 509 |

| Jegyzőkönyv                                                                                | Jegyzőkönyv    | Jegyzőkönyv                      | Jegyzőkönyv | Jegyzőkönyv                                                                       |
| ------------------------------------------------------------------------------------------ | -------------- | -------------------------------- | ----------- | --------------------------------------------------------------------------------- |
|                                                                                            | Mikko Koskinen | Kapusok                          | Cam Talbot  | Játékvezetők: Roman Gofman Tobias Wehrli Vonalbírók: Gleb Lazarev Fraser McIntyre |
| \| \| 0–1 \| 11:24 – McDavid (Duchene) \| \| \| 0–2 \| 59:59 – Duchene (Marchand) (ENG) \| |                |                                  |             | Játékvezetők: Roman Gofman Tobias Wehrli Vonalbírók: Gleb Lazarev Fraser McIntyre |
| 6 perc                                                                                     | Büntetések     | 8 perc                           |             | Játékvezetők: Roman Gofman Tobias Wehrli Vonalbírók: Gleb Lazarev Fraser McIntyre |
| 16                                                                                         | Lövések        | 33                               |             | Játékvezetők: Roman Gofman Tobias Wehrli Vonalbírók: Gleb Lazarev Fraser McIntyre |
|                                                                                            | 0–1            | 11:24 – McDavid (Duchene)        |             | Játékvezetők: Roman Gofman Tobias Wehrli Vonalbírók: Gleb Lazarev Fraser McIntyre |
|                                                                                            | 0–2            | 59:59 – Duchene (Marchand) (ENG) |             | Játékvezetők: Roman Gofman Tobias Wehrli Vonalbírók: Gleb Lazarev Fraser McIntyre |

| A 2016-os IIHF jégkorong-világbajnokság győztese |
| ------------------------------------------------ |
| · Kanada · 26. cím                               |

## Végeredmény
| Helyezés  | Csapat           | M  | Gy | HGy | HV | V | G+ | G– | Gk  | P  |
| --------- | ---------------- | -- | -- | --- | -- | - | -- | -- | --- | -- |
| Aranyérem | Kanada           | 10 | 9  | 0   | 0  | 1 | 46 | 11 | +35 | 27 |
| Ezüstérem | Finnország       | 10 | 9  | 0   | 0  | 1 | 37 | 10 | +27 | 27 |
| Bronzérem | Oroszország      | 10 | 8  | 0   | 0  | 2 | 44 | 16 | +28 | 24 |
| 4.        | Egyesült Államok | 10 | 3  | 1   | 1  | 5 | 29 | 30 | -1  | 12 |
| 5.        | Csehország       | 8  | 5  | 1   | 2  | 0 | 28 | 14 | +14 | 19 |
| 6.        | Svédország       | 8  | 3  | 2   | 0  | 3 | 23 | 24 | -1  | 13 |
| 7.        | Németország      | 8  | 4  | 0   | 1  | 3 | 23 | 24 | -1  | 13 |
| 8.        | Dánia            | 8  | 2  | 2   | 1  | 3 | 18 | 27 | -9  | 11 |
| 9.        | Szlovákia        | 7  | 2  | 1   | 0  | 4 | 15 | 23 | -8  | 8  |
| 10.       | Norvégia         | 7  | 2  | 1   | 0  | 4 | 13 | 22 | -9  | 8  |
| 11.       | Svájc            | 7  | 1  | 1   | 3  | 2 | 20 | 26 | -6  | 8  |
| 12.       | Fehéroroszország | 7  | 2  | 0   | 0  | 5 | 16 | 32 | -16 | 6  |
| 13.       | Lettország       | 7  | 1  | 0   | 3  | 3 | 13 | 22 | -9  | 6  |
| 14.       | Franciaország    | 7  | 1  | 1   | 0  | 5 | 11 | 23 | -12 | 5  |
| 15.       | Magyarország     | 7  | 1  | 0   | 0  | 6 | 12 | 31 | -19 | 3  |
| 16.       | Kazahsztán       | 7  | 0  | 1   | 0  | 6 | 15 | 28 | -13 | 2  |